# Saint-Germain (Haute-Saône)
Pour les articles homonymes, voir Saint-Germain.
Saint-Germain est une commune française située dans le département de la Haute-Saône, la région culturelle et historique de Franche-Comté et la région administrative Bourgogne-Franche-Comté. Elle fait partie de la communauté de communes du pays de Lure.
Au Moyen Âge existaient deux fiefs, celui du village actuel et celui du Saulcy qui est un hameau, placés sous l'autorité du seigneur de Faucogney ils sont parfois administrés par des familles différentes et parfois par une seule famille (notamment entre le XIVe siècle et le XVIe siècle).
Peuplée de 1 349 habitants en 2022, la commune est située dans une région particulièrement vallonnée au pied des Vosges saônoises. Située en bordure du plateau des Mille étangs, la commune est principalement connue pour la tourbière de la Grande Pile qui est une référence pour l'histoire climatique de l'Europe occidentale. Au sud-est s'écoule l'Ognon, principal cours d'eau de la commune.

## Géographie

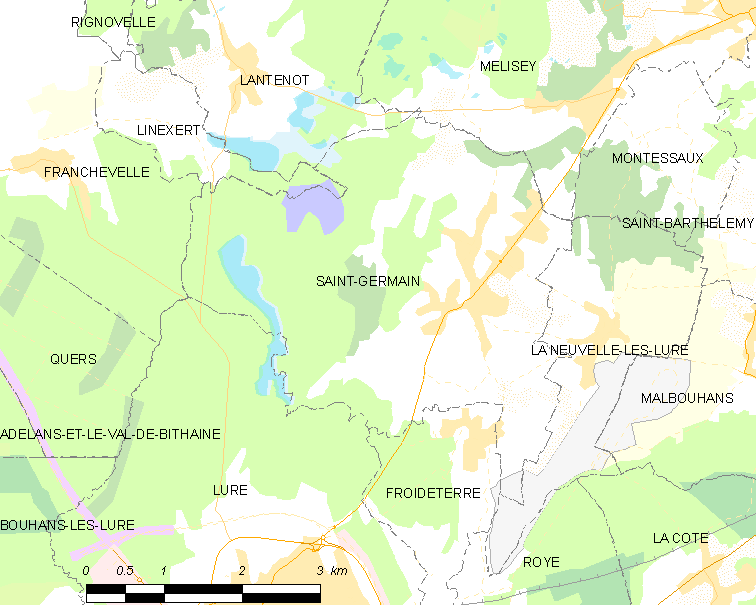
Le territoire communal dans son contexte local.

### Situation
Saint-Germain est situé aux portes de la haute vallée de l'Ognon. La commune fait partie de la communauté de communes du pays de Lure, dans le département de la Haute-Saône, en Franche-Comté. Les villes les plus proches sont Lure (4 km) et Luxeuil-les-Bains (16 km). Toutes les autres villes du secteur (Héricourt, Montbéliard, Belfort et la préfecture Vesoul) sont situées à plus de 20 km.
La localité se trouve dans le pays des Vosges saônoises, territoire aux paysages variés.
C'est une des 189 communes du parc naturel régional des Ballons des Vosges.

### Communes limitrophes
Les communes limitrophes sont Lantenot, Franchevelle, Froideterre, Linexert, Lure, Mélisey et La Neuvelle-lès-Lure.

### Géologie et relief

Carte géologique de Saint-Germain
Bourgs et limites communales
t2b : grès intermédiaires du Trias
t2c : grès à Voltzia
t3-4 : marnes
Gx : dépôts morainiques
FG : cônes de transition fluvio-morainiques
Fya : terrasses alluviales
Fz : alluvions fluviatiles
C : colluvions
E : éboulis
- failles

Saint-Germain est construite sur le plateau de la Haute-Saône, dans la dépression sous-vosgienne et s'appuie sur le versant méridional du massif des Vosges. L’altitude varie entre 302 et 357 mètres, soit un dénivelé de 55 mètres La partie est de la commune, où sont établis les habitations est assez plate et ne dépasse pas 320 mètres d'altitude. La partie ouest, qui est occupé par de la forêt est plus vallonnée et dépasse régulièrement l'altitude de 340 mètres.
La tourbière de la Grande Pile (la plus connue du département) a fourni un enregistrement des fluctuations climatiques sur les derniers 135 000 ans sert de référence pour l'Europe occidentale.
Le territoire communal repose sur le bassin houiller stéphanien sous-vosgien, daté entre -307 et -299 millions d'années, ces formations carbonifères sont noyées sous 200  à   1 000 m de sédiments du Permien. Les strates triasiques qui les recouvrent immédiatement n'affleurent que très localement, sous forme de grès (t2b), de grès à Voltzia (t2c) et de marnes (t3 et t4), au bord du talus des terrasses à la faveur d'un réseau de failles, ou des vallées des cours d'eau. Plus tard, l'histoire géomorphologique de Saint-Germain est fortement marquée par la glaciation de Riss dont les glaciers, à leur avancée maximale, atteignent la région du plateau des Mille étangs. Les dépôts glaciaires et les moraines sont variés et d'une grande épaisseur. Les dépôts des moraines (Gx) cèdent la place aux cônes de transition constitués par les alluvions charriés par les cours d'eau issus de la fonte des glaciers (FG) sur une épaisseur d'environ 18 mètres (exploité comme granulat par la sablière du Bourset sur six mètres). Les terrasses alluviales (Fya) n'affleurent qu'au sud-est de la commune. Tout ce système est recoupé par les vallées récentes des cours d'eau recouvertes d'alluvions (Fz) et dont les flancs abrupts sont propices à la présence d'éboulis (E) et de colluvions (C).

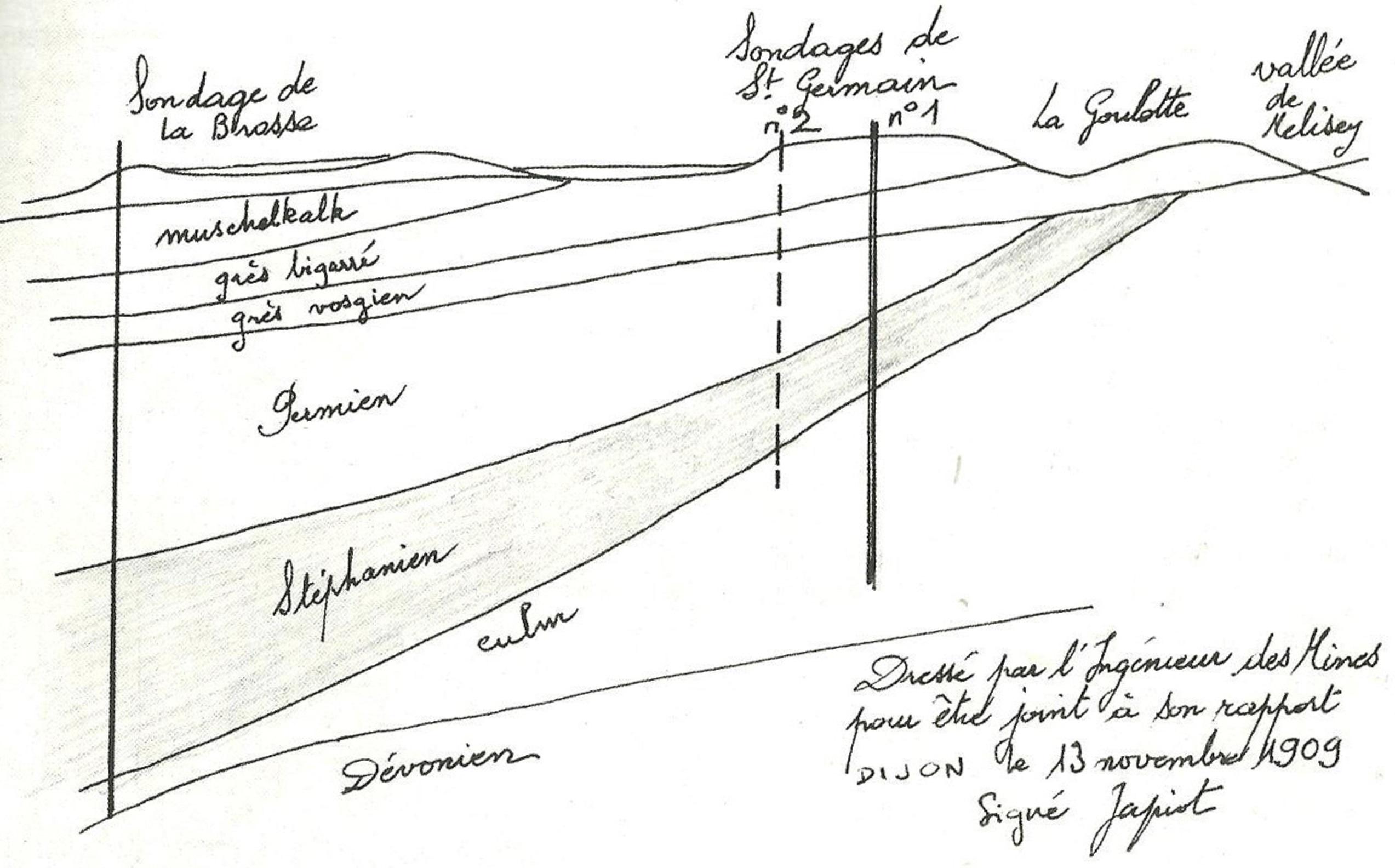
Coupe géologique du bassin stéphanien de Saint-Germain et Mélisey.
La formation du gisement houiller de Saint-Germain et  Mélisey.
Limite des glaciations sur le plateau des Mille étangs.

### Hydrographie
L'Ognon est le principal cours d'eau, venant de l'est, il traverse le territoire communal au sud. Plusieurs ruisseaux se déversent dans cette rivière. Le ruisseau des Pré-Richard coule nord-sud dans l'ouest. Situé au sud de la Région des Mille étangs, le sol communal est parsemé de plusieurs étangs dont certains sont particulièrement étendus comme celui du grand Saint-Maurice. La commune à la particularité de posséder une importante tourbière.

Panorama de l'étang du grand Saint-Maurice.

### Climat
Pour des articles plus généraux, voir Climat de la Bourgogne-Franche-Comté et Climat de la Haute-Saône.
En 2010, le climat de la commune est de type climat de montagne, selon une étude du Centre national de la recherche scientifique s'appuyant sur une série de données couvrant la période 1971-2000. En 2020, Météo-France publie une typologie des climats de la France métropolitaine dans laquelle la commune est exposée à un climat semi-continental et est dans la région climatique  Lorraine, plateau de Langres, Morvan, caractérisée par un hiver rude (1,5 °C), des vents modérés et des brouillards fréquents en automne et hiver. 
Pour la période 1971-2000, la température annuelle moyenne est de 9,8 °C, avec une amplitude thermique annuelle de 17,4 °C. Le cumul annuel moyen de précipitations est de 1 213 mm, avec 13,5 jours de précipitations en janvier et 10,5 jours en juillet. Pour la période 1991-2020, la température moyenne annuelle observée sur la station météorologique de Météo-France la plus proche, « Étobon », sur la commune d'Étobon à 14 km à vol d'oiseau, est de 10,7 °C et le cumul annuel moyen de précipitations est de 1 272,5 mm. 
La température maximale relevée sur cette station est de 38,5 °C, atteinte le 24 juillet 2019 ; la température minimale est de −18 °C, atteinte le 1er mars 2005,,. 
Les paramètres climatiques de la commune ont été estimés pour le milieu du siècle (2041-2070) selon différents scénarios d'émission de gaz à effet de serre à partir des nouvelles projections climatiques de référence DRIAS-2020. Ils sont consultables sur un site dédié publié par Météo-France en novembre 2022.

## Urbanisme

### Typologie
Au 1er janvier 2024, Saint-Germain est catégorisée bourg rural, selon la nouvelle grille communale de densité à sept niveaux définie par l'Insee en 2022.
Elle est située hors unité urbaine. Par ailleurs la commune fait partie de l'aire d'attraction de Lure, dont elle est une commune de la couronne,. Cette aire, qui regroupe 33 communes, est catégorisée dans les aires de moins de 50 000 habitants,.

### Occupation des sols
L'occupation des sols de la commune, telle qu'elle ressort de la base de données européenne d’occupation biophysique des sols Corine Land Cover (CLC), est marquée par l'importance des territoires agricoles (44,6 % en 2018), une proportion sensiblement équivalente à celle de 1990 (44,9 %). La répartition détaillée en 2018 est la suivante : 
forêts (42,1 %), zones agricoles hétérogènes (29,7 %), prairies (14,8 %), zones urbanisées (8,2 %), eaux continentales (2,4 %), zones humides intérieures (2,1 %), zones industrielles ou commerciales et réseaux de communication (0,6 %). L'évolution de l’occupation des sols de la commune et de ses infrastructures peut être observée sur les différentes représentations cartographiques du territoire : la carte de Cassini (XVIIIe siècle), la carte d'état-major (1820-1866) et les cartes ou photos aériennes de l'IGN pour la période actuelle (1950 à aujourd'hui).

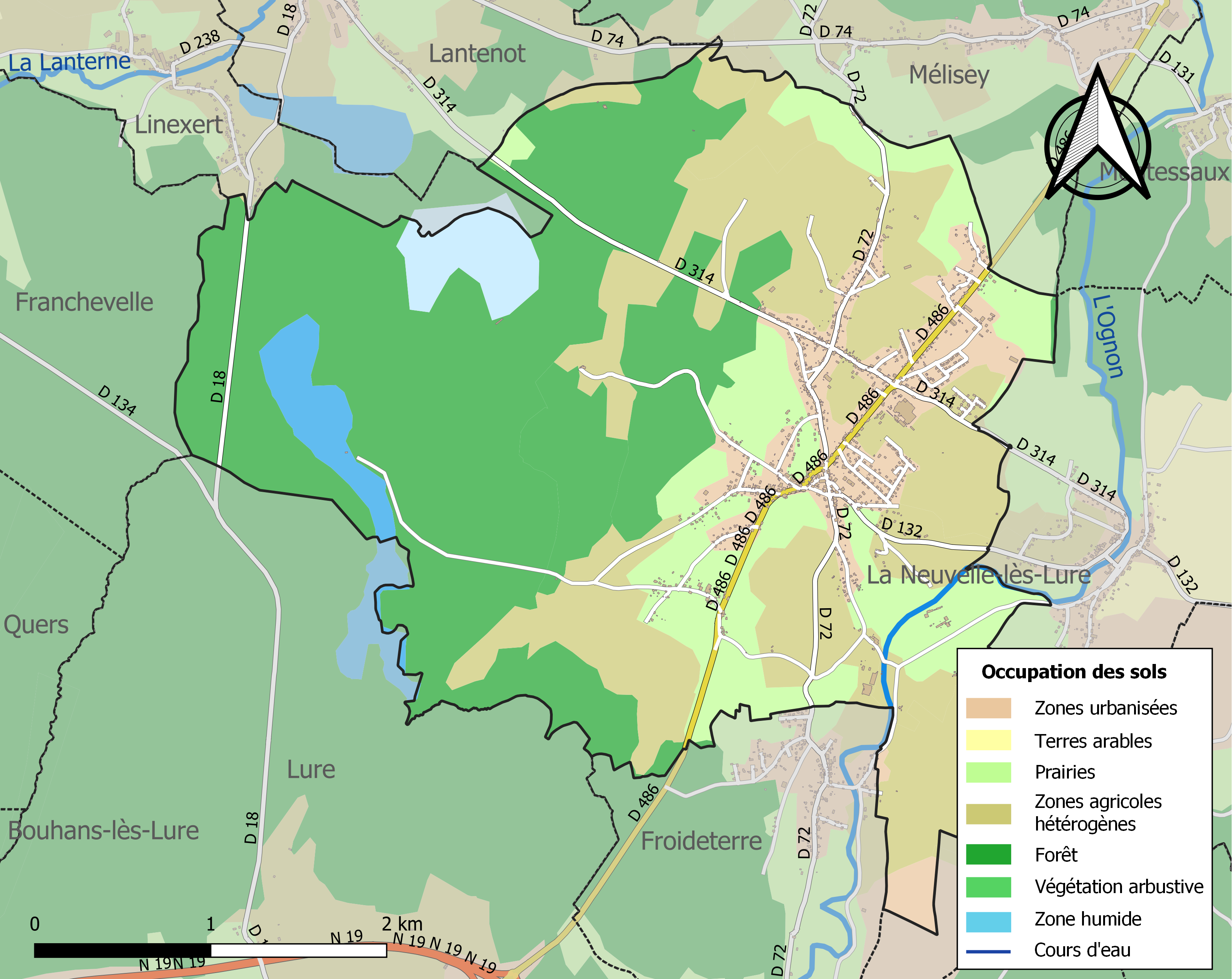
Carte des infrastructures et de l'occupation des sols de la commune en 2018 (CLC).

### Morphologie du bâti

Développement urbain de Saint-Germain, Froideterre et La Neuvelle-lès-Lure.

Saint-Germain est un village dont l'habitat est concentré dans le centre historique, et le long des deux départementales qui traversent la commune.

### Logement
En 2017, le nombre total de logements à Saint-Germain était de 370 dont 329 résidences principales, 10 résidences secondaires et logements occasionnels et 31 logements vacants.
La commune totalisait 622 maisons et 73 appartements. La proportion des résidences principales, propriétés de leurs occupants était de 91,7 %, en 2017. Il existe 21 logements HLM sur la commune soit 3,5 % des logements.

### Urbanisme et paysage
La commune fait partie du plan local d'urbanisme intercommunal (PLUi) de la communauté de communes du pays de Lure (CCPL), document d'urbanisme de référence pour la commune et toute l'intercommunalité approuvé le 26 juin 2018. Saint-Germain fait également partie du SCOT du pays des Vosges saônoises, un projet de territoire visant à mettre en cohérence l'ensemble des politiques sectorielles, notamment en matière d’habitat, de mobilité, d’aménagement commercial, d’environnement et de paysage.

### Risques naturels et technologiques
La commune est installée sur une zone sismique de niveau 3. Il existe des risques d'inondation et des risques géologiques localisés liés à la présence de cavités souterraines naturelles (hors mines).

### Transport et voies de communications

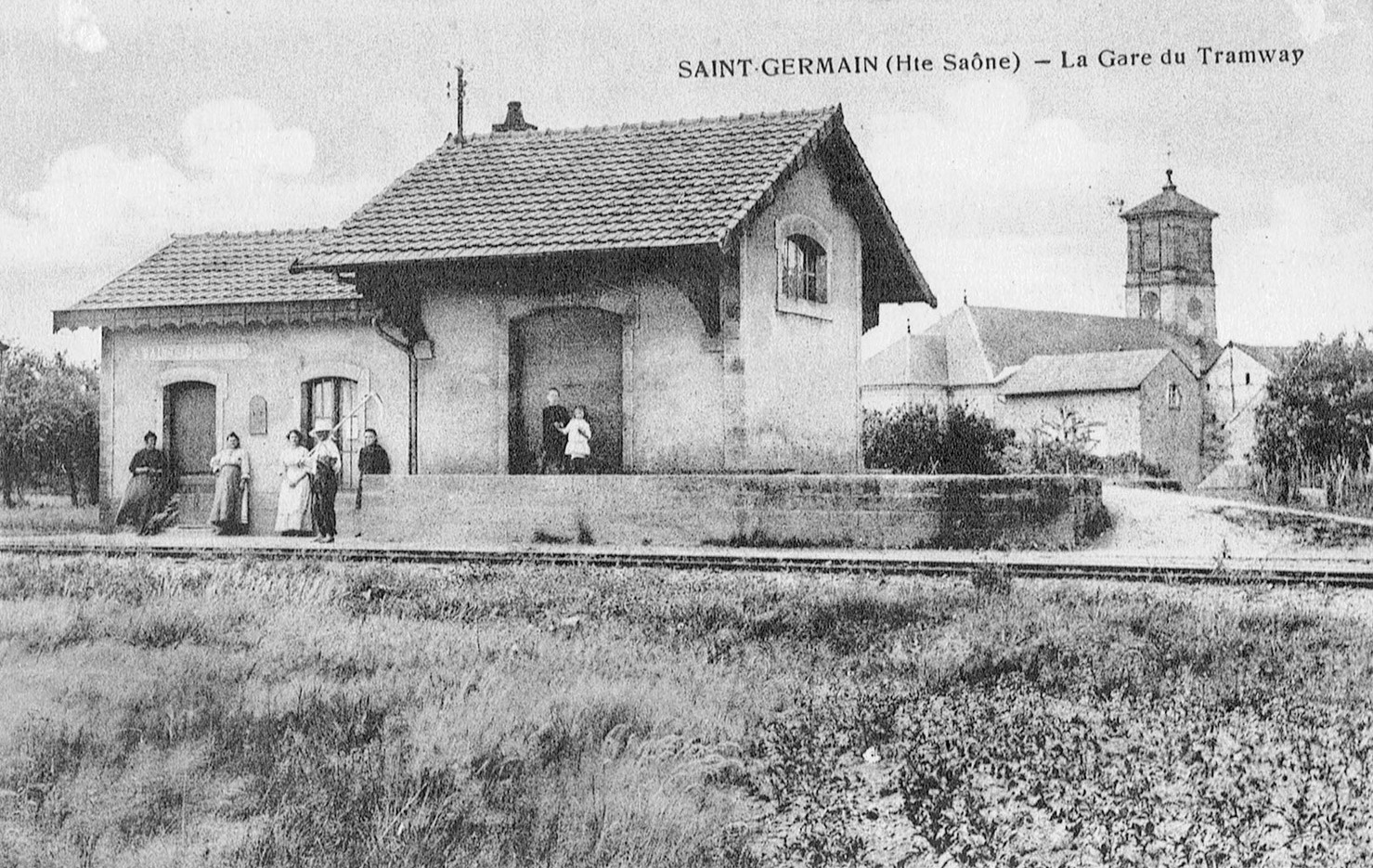
La gare du Tacot en activité.

La gare de Lure est située à 5 km de Saint-Germain, sur la ligne de Paris-Est à Mulhouse-Ville alors que la gare de Belfort - Montbéliard TGV est à une distance plus importante. Au début du XXe siècle, Saint-Germain était desservie par les chemins de fer vicinaux de Haute-Saône (le « Tacot »).
La commune est traversée sur la longueur par la RD 486 reliée à la RD 619 et à la double-voie expresse E 54 (RN 19) au niveau de Lure.
Le seul transport en commun desservant directement la commune est l'autobus. La commune est desservie par le réseau interurbain de la Bourgogne-Franche-Comté (Mobigo) reprenant anciennes les lignes saônoises.

## Toponymie
Dans la période de 1187-1191, on parlait de Sanctus Germanus, puis de Saint Germains après le XIIe siècle.
Au cours de la Révolution française, la commune porta provisoirement le nom de Le Mont-Germain.

## Histoire

### Antiquité
Une voie romaine passait par ce qui deviendra plus tard le village.

### Moyen Âge
Sur le territoire de l'actuelle commune existaient deux fiefs, celui du village actuel et celui du Saulcy qui est un hameau. Ils sont sous l'autorité du seigneur de Faucogney et sont parfois administrés par des familles différentes et parfois par une seule famille. C'est notamment le cas entre le XIVe siècle et le XVIe siècle, période pendant laquelle des deux fiefs appartiennent à la famille Parisot de Courbessaint.
En 1599, le fief de Saint-Germain appartient à Antoine de Blicterswick avant de passer sous l'égide de la maison de Bauffremont. L'abbaye de Lure, voisine bénéficiait de droit de cens et possède quelques étangs sur le territoire de Saint-Germain.

### Époque contemporaine

#### Révolution française
Le château seigneurial du Saulcy, maison de maître construite en 1740 et en grande partie dévasté au début de la Révolution française avec sa chapelle et ses archives. Il est reconstruit vers 1800.

#### Industrialisation
- Sondages positifs
- Sondages négatifs
- Limites de la concession
- Voies ferrées

Carte de la concession de Saint-Germain et localisation des sondages numérotés.

En 1866, l'ancien moulin de l'Aulne, établi sur une dérivation de l'Ognon est devenu une féculerie. La tourbière de la Grande Pile et la tourbière des Monts Reveaux sont exploitées pour leurs riches gisements de tourbe. Au nord de la commune, des carrières fournissent de la pierre de taille de bonne qualité utilisée comme moellon de construction ou comme couverture de bâtiment. Ces pierres sont exportées, parfois sur de longues distances, grâce à la proximité immédiate avec la route principale traversant la commune du nord au sud, ce qui permet également l'expédition par chemin de fer via la gare de Lure.
La féculerie et un tissage sont en activité au début du XXe siècle.
La concession minière de Saint-Germain, occupant une surface de 5 308 ha pour l'exploitation de la houille est accordée à Saint-Germain en juin 1914. Mais il n'y eut aucune extraction de charbon, retardée par les guerres mondiales, les crises du charbon et l'incertitude d'une rentabilité,. Le charbon est identifié sous la commune par trois sondages :
- sondage no 2, Saint-Germain I (1907), une veine de 0,90 mètre d'épaisseur, légèrement barré à 240 mètres de profondeur et des filets de houille à 236,70 et 350 mètres ;
- sondage no 4, Saint-Germain II (1911[30]), une couche mesurant 0,94 mètre d'épaisseur à 324,65 mètres de profondeur, cinq veines cumulant 1,24 m entre 333,70 mètres et 337,10 mètres puis une couche de 30 cm à 347,75 mètres et enfin, des filets à 380 mètres ;
- sondage no 6 du Mont[30], ou Marcoudant (1926), un filet de 10 cm à 530,65 mètres, une veine de 0,80 mètre d'épaisseur à 600,40 mètres, trois filets entre 626,55  et   632,20 mètres de profondeur et plusieurs filets 647  et   656,78 mètres, sondage arrêté accidentellement à 692,80 mètres.

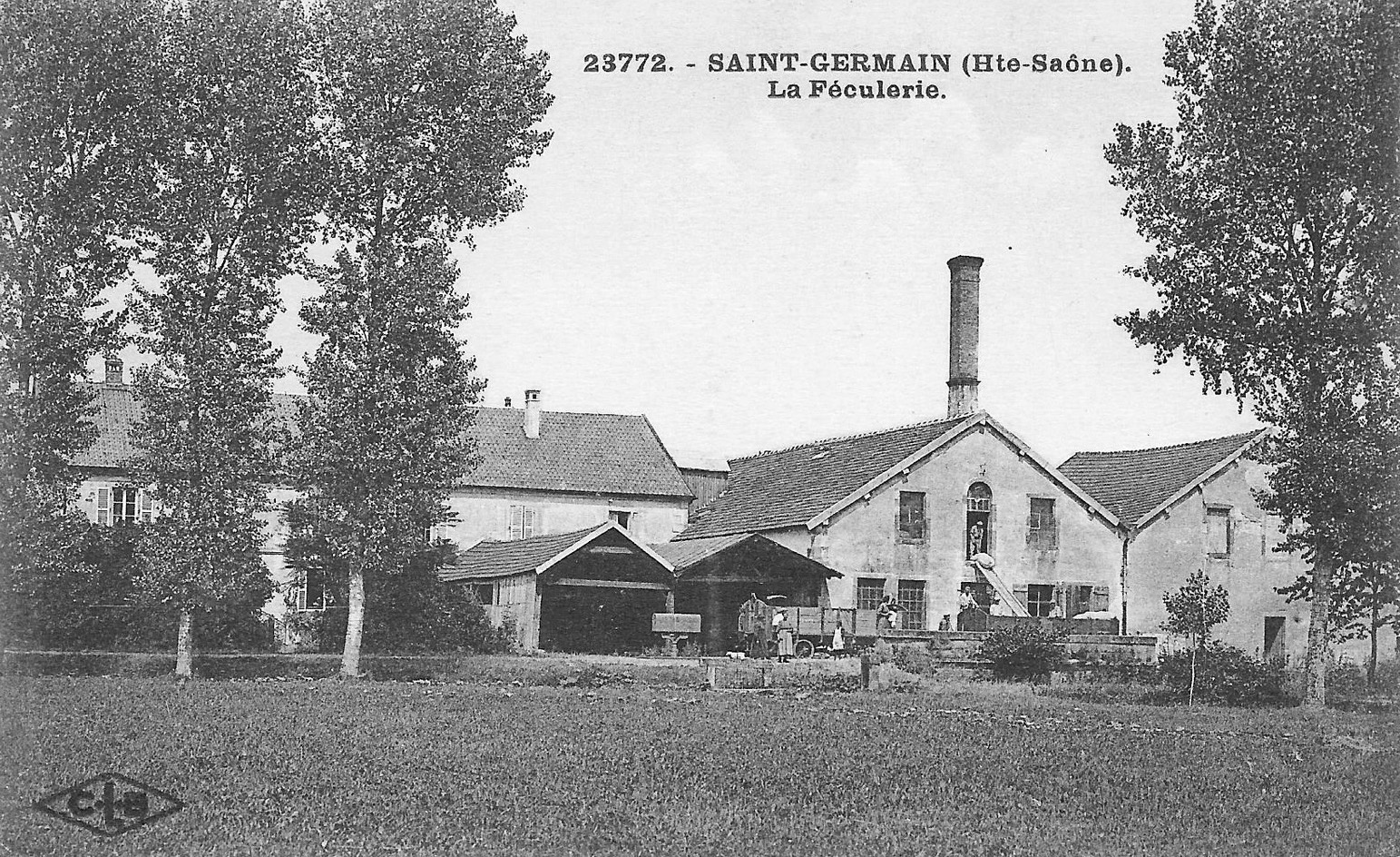
La féculerie.
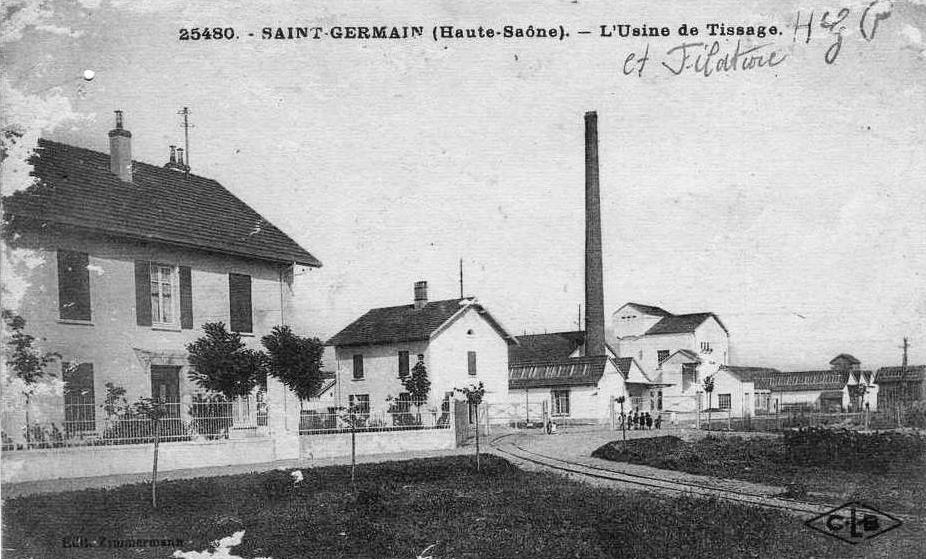
L'usine de tissage.
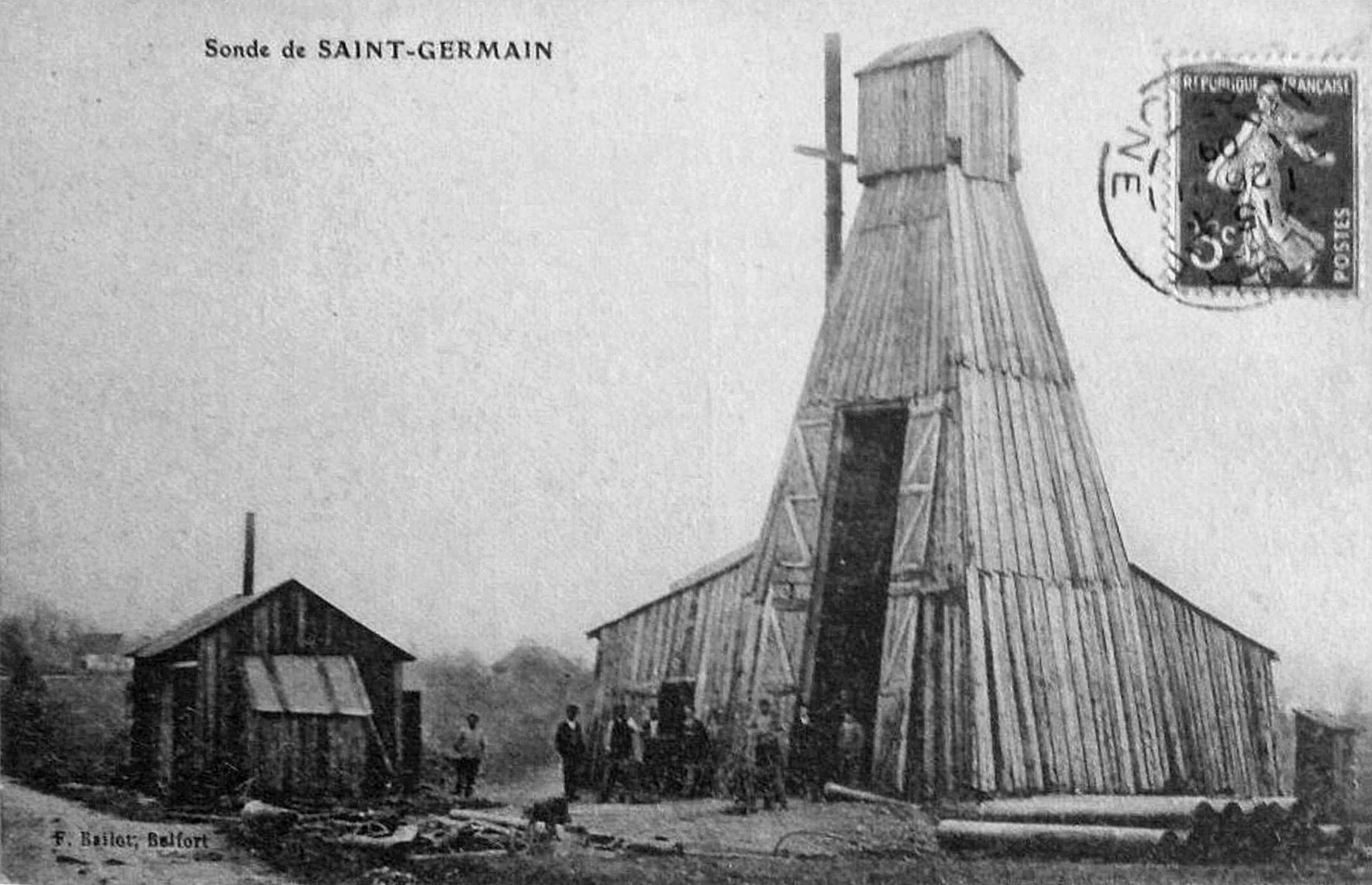
Le sondage de 1907 pour la recherche de la houille.

#### Depuis la Libération
La commune est libérée le 19 septembre 1944.
L'aérodrome de Lure - Malbouhans (qui empiète sur le territoire communal) a servi entre les années 1950 et 1998 (guerre froide) d'annexe de désserrement de la BA 116 Luxeuil-Saint-Sauveur. Dans les années 1960, un dépôt de munitions annexe de l'aérodrome est construit à l'écart, sur le territoire communal. Il est utilisé jusque dans les années 1990.
Depuis 1998, des granulats de type alluvionnaires sont exploités à Saint-Germain. Cette activité était autrefois localisé à Lure (1940-2018) et à Roye (1970-1998). Ces deux commune conservent l'activité de traitement (criblage, lavage et concassage), absente à Saint-Germain.

## Politique et administration

### Rattachements administratifs et électoraux
Saint-Germain fait partie de l'arrondissement de Lure du département de la Haute-Saône, en région Bourgogne-Franche-Comté.
La commune était historiquement rattachée depuis la Révolution française au canton de Lure. Celui-ci a été scindé en 1985 et la commune rattachée au canton de Lure-Nord. Dans le cadre du redécoupage cantonal de 2014 en France, la commune fait désormais partie du Canton de Lure-1.
La commune de Saint-Germain se trouve dans le ressort des tribunaux d'instance, paritaire des baux ruraux et du conseil de prud'hommes de Lure, des tribunaux de  grande instance et de commerce ainsi que de la cour d'assises de  Vesoul et du tribunal des affaires de Sécurité sociale du Territoire de Belfort. Ces juridictions sont rattachées à la cour d'appel de Besançon.
Dans l'ordre administratif, la commune se trouve dans le ressort du tribunal administratif de Besançon et de la cour administrative d'appel de Nancy,.

### Intercommunalité
La commune est membre de la communauté de communes du pays de Lure, créée au 1er janvier 1999.

### Liste des maires

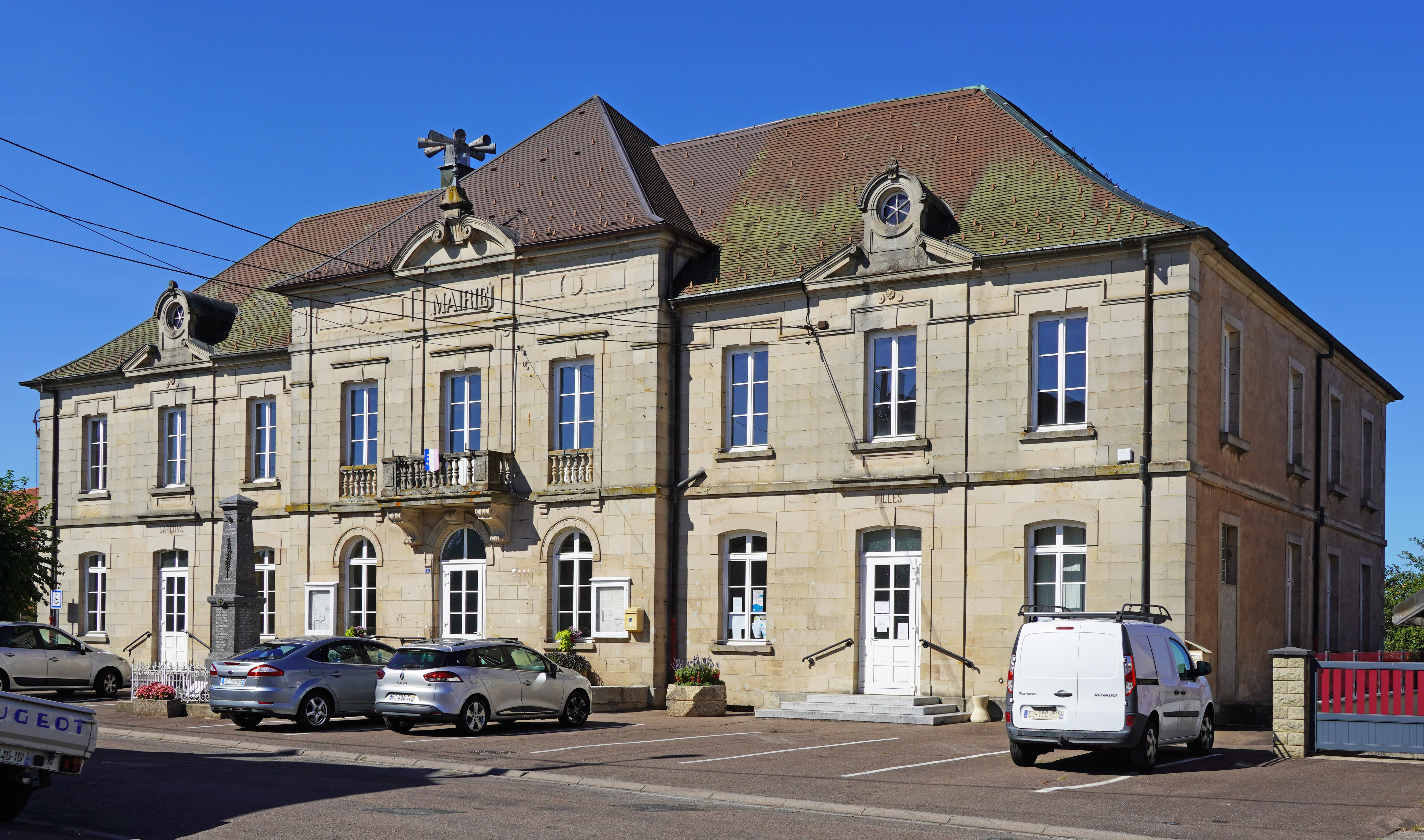
La mairie.

| Période                                  | Période                       | Identité             | Étiquette | Qualité                                                                     |
| ---------------------------------------- | ----------------------------- | -------------------- | --------- | --------------------------------------------------------------------------- |
| Les données manquantes sont à compléter. |                               |                      |           |                                                                             |
| 1965                                     | 1999                          | Roger Boffy          | DVG       |                                                                             |
| 1999                                     | mai 2020                      | Jean-Louis Gatschiné | DVG       | Professeur de lettres Vice-président de la CC du pays de Lure (2014 → 2020) |
| mai 2020                                 | En cours (au 2 décembre 2020) | Maryline Caravati    |           | Vice-présidente de la CC du Pays de Lure (2020 → )                          |

## Population et société

### Évolutions démographiques
L'évolution du nombre d'habitants est connue à travers les recensements de la population effectués dans la commune depuis 1793. Pour les communes de moins de 10 000 habitants, une enquête de recensement portant sur toute la population est réalisée tous les cinq ans, les populations de référence des années intermédiaires étant quant à elles estimées par interpolation ou extrapolation. Pour la commune, le premier recensement exhaustif entrant dans le cadre du nouveau dispositif a été réalisé en 2008.

En 2022, la commune comptait 1 369 habitants, en évolution de +2,16 % par rapport à 2016 (Haute-Saône : −1,4 %, France hors Mayotte : +2,11 %).
| 1793 | 1800 | 1806 | 1821 | 1831  | 1836  | 1841  | 1846  | 1851  |
| ---- | ---- | ---- | ---- | ----- | ----- | ----- | ----- | ----- |
| 689  | 759  | 745  | 887  | 1 065 | 1 120 | 1 205 | 1 285 | 1 330 |

| 1856  | 1861  | 1866  | 1872  | 1876  | 1881  | 1886  | 1891  | 1896  |
| ----- | ----- | ----- | ----- | ----- | ----- | ----- | ----- | ----- |
| 1 235 | 1 276 | 1 225 | 1 167 | 1 137 | 1 136 | 1 081 | 1 072 | 1 075 |

| 1901  | 1906  | 1911  | 1921 | 1926 | 1931  | 1936  | 1946 | 1954 |
| ----- | ----- | ----- | ---- | ---- | ----- | ----- | ---- | ---- |
| 1 033 | 1 062 | 1 058 | 954  | 990  | 1 006 | 1 009 | 968  | 979  |

| 1962  | 1968  | 1975  | 1982  | 1990  | 1999  | 2006  | 2008  | 2013  |
| ----- | ----- | ----- | ----- | ----- | ----- | ----- | ----- | ----- |
| 1 027 | 1 007 | 1 104 | 1 146 | 1 166 | 1 194 | 1 287 | 1 308 | 1 352 |

| 2018  | 2022  | - | - | - | - | - | - | - |
| ----- | ----- | - | - | - | - | - | - | - |
| 1 347 | 1 369 | - | - | - | - | - | - | - |

La Première Guerre mondiale causa la mort de 51 personnes, la seconde quatre soldats et neuf civils. Une personne a été déportée.

### Enseignement

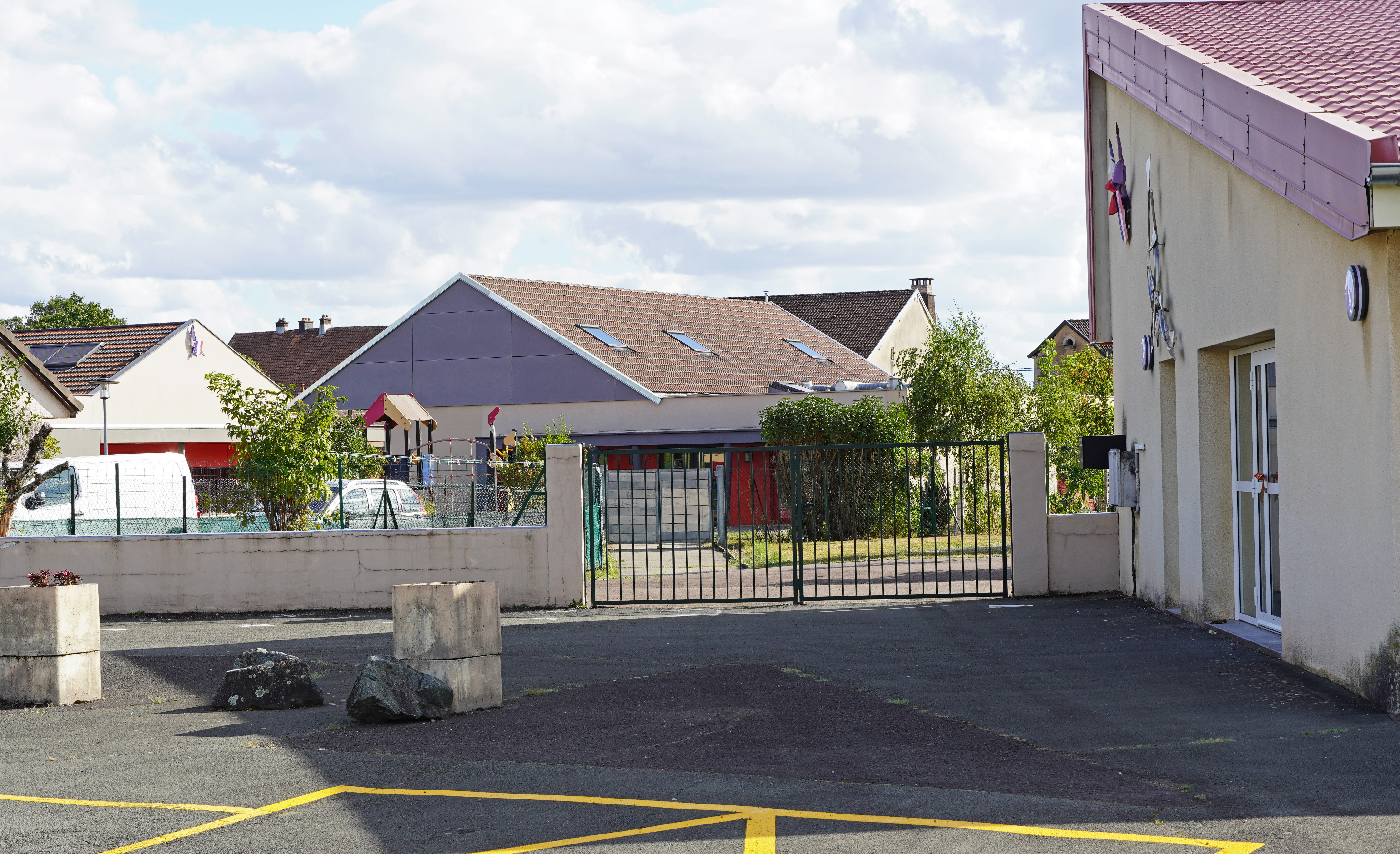
L'école.

La commune de Saint-Germain possède une école primaire qui dépend de l'académie de Besançon.
Pour les niveaux de scolarisation des collégiens et des lycéens, les collèges de Lure et le lycée G-Colomb (dans la même ville) sont les établissements privilégiés.

### Santé
L'hôpital le plus proche étant celui de Lure, de plus en plus désinvestis par les services publics au profit de celui de Vesoul ou encore de l'hôpital Nord Franche-Comté à Trévenans.

### Services

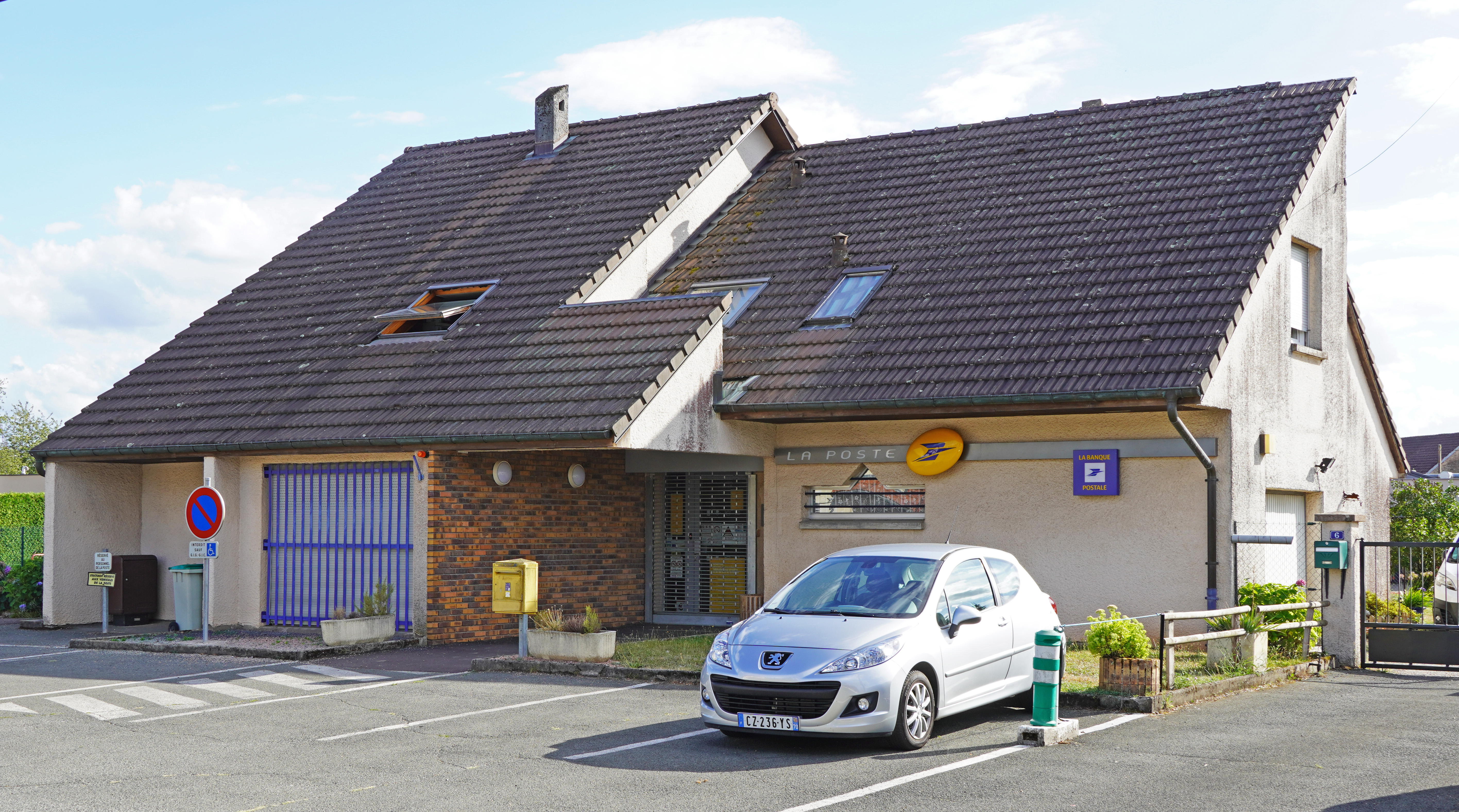
Le bureau de poste.

Hormis les services assurés par la mairie, la commune n'a aucun service public sur son territoire. L'ensemble des services publics sont disponibles à Lure, qui concentre le Pôle emploi, EDF, les impôts, la justice ou la bibliothèque, médiathèque et espace culturel.

### Cultes
Le village dispose d'une église catholique.

## Économie

### Revenus de la population et fiscalité
En 2017, la commune compte 597 foyers fiscaux. Le revenu fiscal médian par ménage était alors de 20 930 € légèrement en dessous de la moyenne départementale de 2 090 €.

### Emploi
En 2017, la population âgée de 15 ans à 64 ans s'élevait à 5 799 personnes, parmi lesquelles on comptait 71,8 % d'actifs dont 64,9 % ayant un emploi et 6,9 % de chômeurs contre 9,5 % en 2012.
On comptait 201 emplois dans la zone d'emploi, chiffre en progression depuis 2012. Le nombre d'actifs ayant un emploi résidant dans la zone d'emploi étant de 525, l'indicateur de concentration d'emploi est de 63,2.
Le taux d'activité parmi les 15 ans ou plus a atteint 52,7 % en 2017.

### Entreprises et secteurs d'activité
Le village dépend économiquement des deux centres urbains de Lure et de l'agglomération d'Héricourt-Belfort-Montbéliard. En effet, 5 % à 8 % de la population travaillent à Belfort et 9 % à 17 % travaillent à Montbéliard ou Sochaux, soit 14 % à 25 % de la population de Saint-Germain qui travaille dans l'une de ces trois villes. Ces deux pôles offrent de nombreux emplois et sont rapidement accessibles par une voie express passant dans ces axes à proximité de Saint-Germain,.
- Sablière des Cloyes, Lure (Bellefleur, GDFC).
- Sablière de la Saline, Lure (Choix).
- Sablière de Roye (Cachot, Orsa GFC, Holcim, GDFC).
- Zones urbanisées.
- Limites communales.

Carte des gravières du pays de Lure.
Sablière des Cloyes, Lure (Bellefleur, GDFC).
Sablière de la Saline, Lure (Choix).
Sablière de Roye (Cachot, Orsa GFC, Holcim, GDFC).
Zones urbanisées.
Plateforme de traitement.
Site d'extraction.

La sablière du Bourset est exploitée depuis 1998 dans la partie sud-est du territoire communal, entre le village et l'aérodrome de Lure - Malbouhans. Les granulats alluvionnaires sont initialement uniquement traités sur le site des sablières Bellefleur à Lure, propriétaire du site jusqu'en 2016. La production s'élève alors en moyenne 70 000 t/an. Un rapprochement a lieu entre la société des sablières Bellefleur et la société des granulats de Franche-Comté (GDFC) – liée au groupe Eqiom – les gisements qu'elle exploite à Lure arrivant à épuisement et ne suffisent pas à alimenter ses installations de Roye. Le renouvellement du droit d'exploitation avec agrandissement de la zone est obtenu. La production moyenne annuelle passe ainsi à 150 000 t/an avec un maximum autorisé de 170 000 t/an. Cela ne suffit pas alimenter les deux sites de traitements qui réclament 255 000 t/an. Ce manque doit être compensé par d'autres moyens d'approvisionnement, notamment des carrières de roches massives éruptives. Les granulats extraits à la sablière du Bourset sont transportés par camions sur 7 km pour être criblés, lavés et concassés sur les deux sites de Roye et de la zone des Cloyes à Lure. En 2018, GDFC devient l'unique exploitant et propriétaire de la sablière du Bourset et des deux plateformes de traitement à la suite des rachats des actifs et des terrains de la société des sablières Bellefleur. L'autorisation d'exploiter le site est valable jusqu'au 17 mars 2040. Les 18 derniers mois sont réservés à la remise en état du site. En 2020, la société GDFC obtient l'autorisation d'augmenter le seuil d'extraction maximale à 200 000 tonnes par an pendant trois ans. Cette augmentation d'un tiers a pour effet de réduire la durée d'exploitation d'un an.

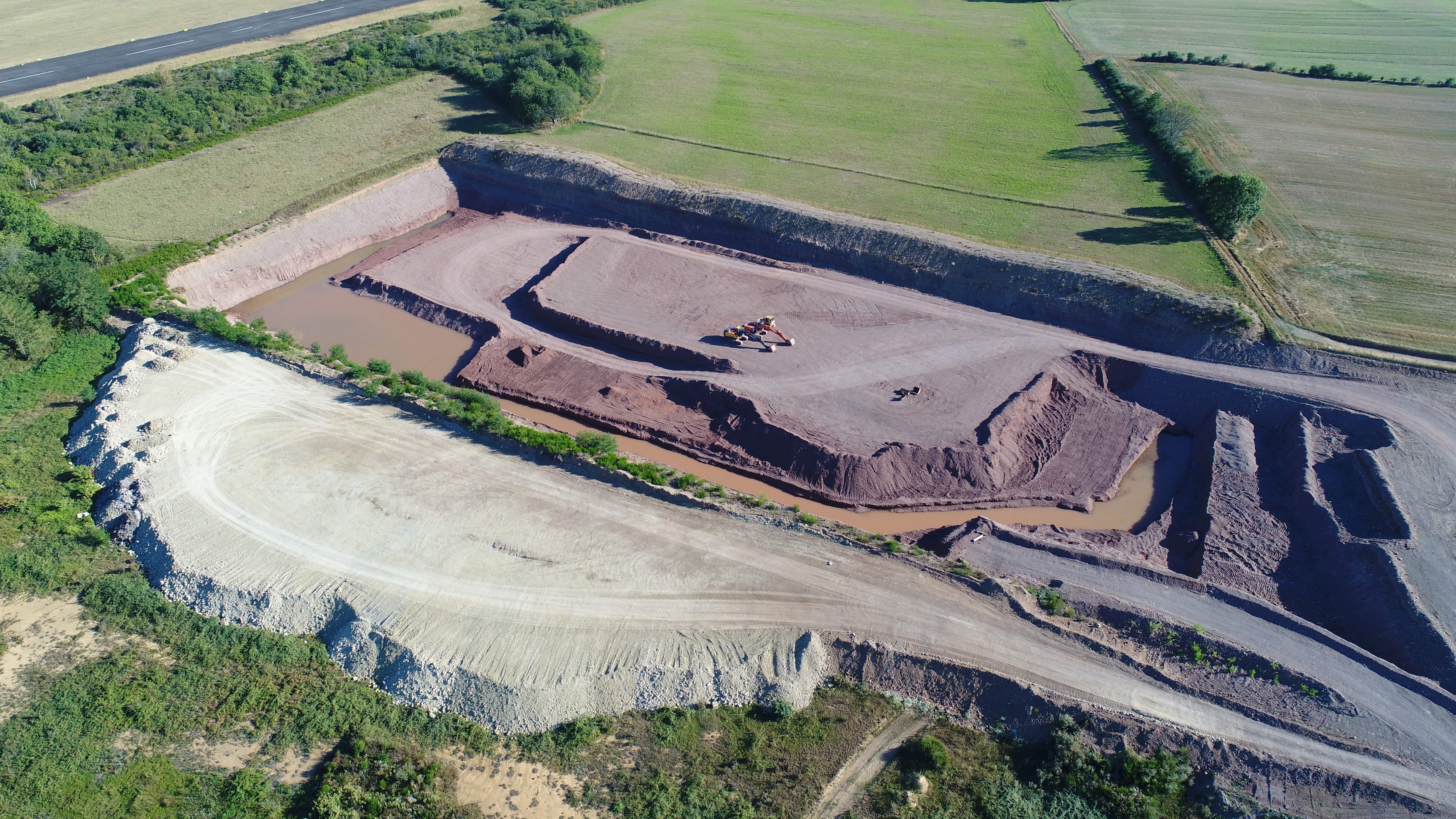
La sablière du Bourset en 2020.
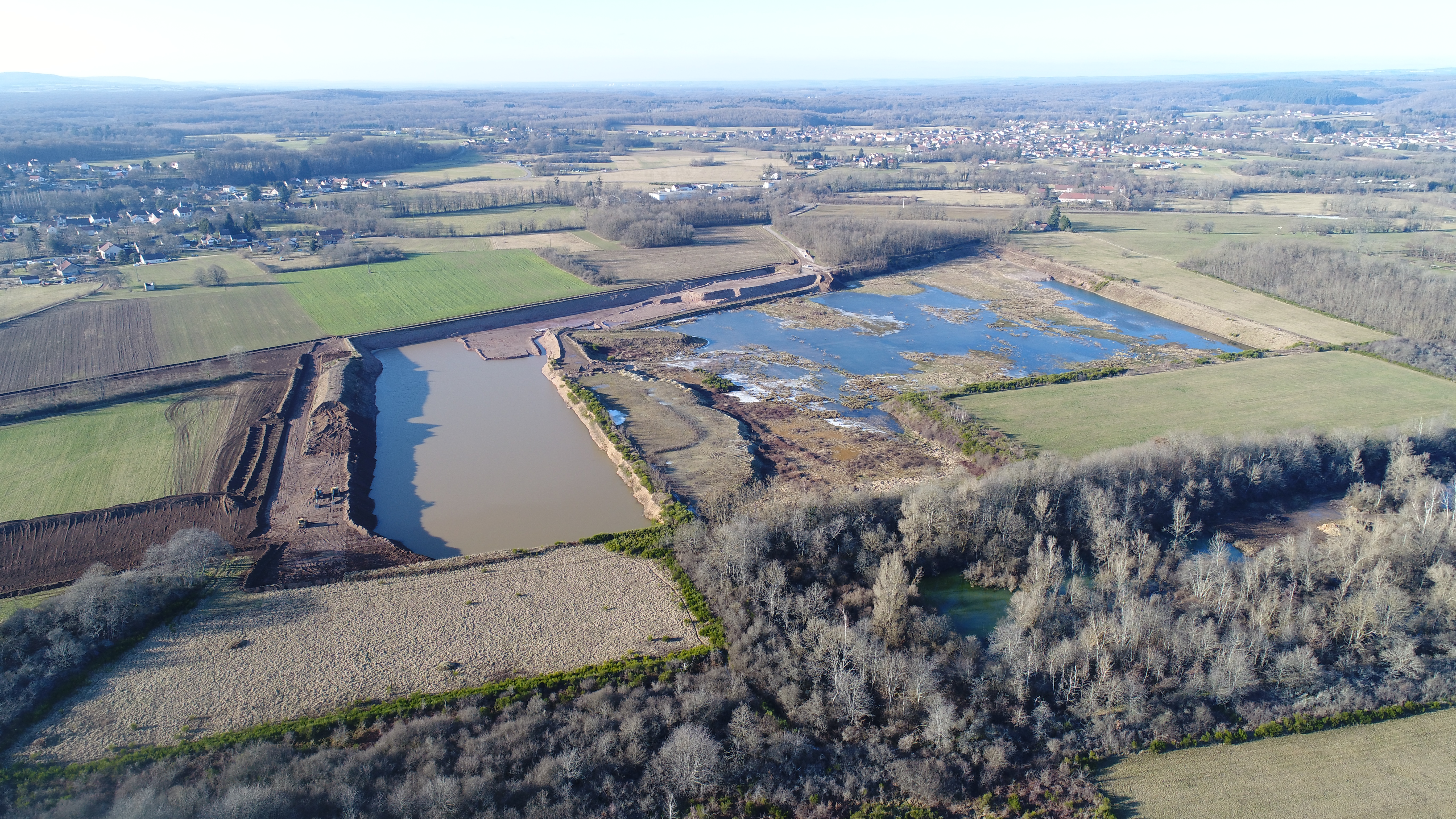
Le même site, vue sous autre angle, plus distant, en 2022.

Au 31 décembre 2015, Saint-Germain comptait 78 établissements dont deux dans l'agriculture, 8 dans l'industrie, 17 dans la construction, 40 dans le commerce-transports-services divers et 26 relatifs au secteur administratif. En 2018, 12 entreprises ont été créées à Saint-Germain dont huit sous le régime auto-entrepreneur. Le principal employeur de la commune est l'usine de boulangerie-pâtisserie Caput qui emploie entre 50 et 99 salariés sur le site de l'ancienne féculerie.

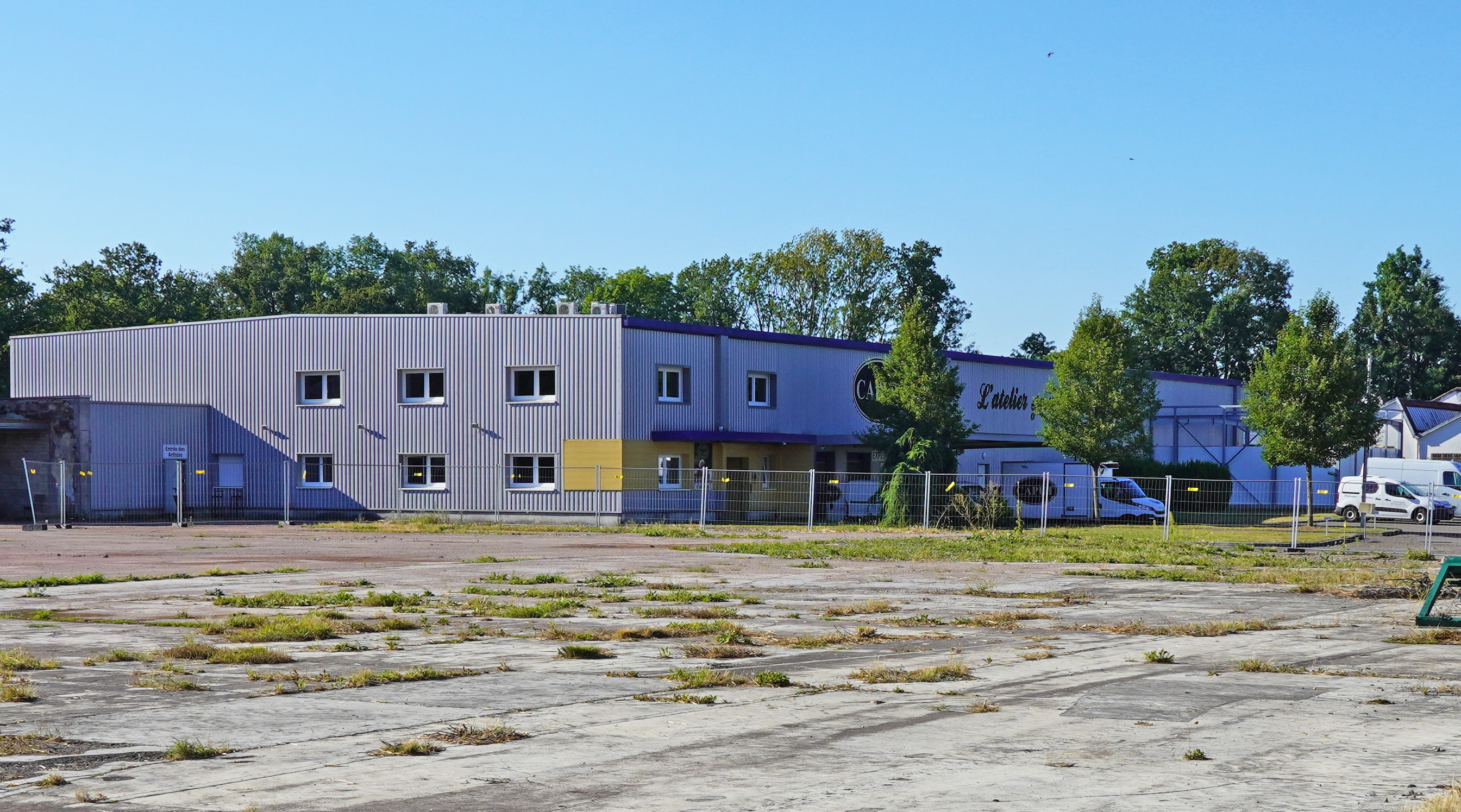
L'usine Caput.

## Culture locale et patrimoine

Localisation des monuments historiques et des édifices remarquables de Saint-Germain :
: L'église ;
: le château du Saulcy ;
: tombes de guerre du Commonwealth ;
: monument aux morts.

### Lieux et monuments

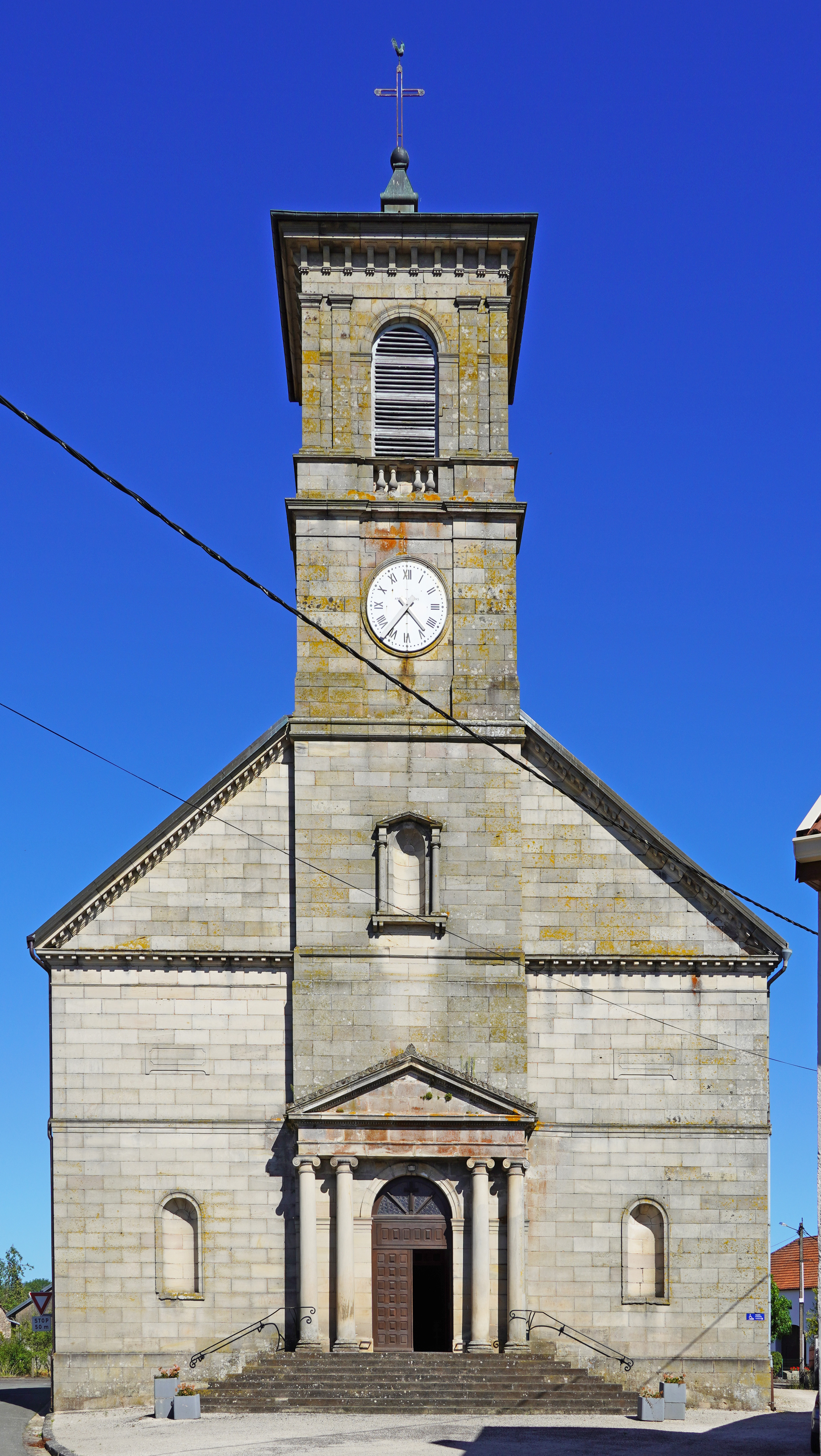
L'entrée de l'église.

- L'église du village reconstruite à neuf en 1840 en remplacement d’une ancienne église du XVIIe siècle déjà agrandie à plusieurs reprises suivant la croissance de la population[B 3].

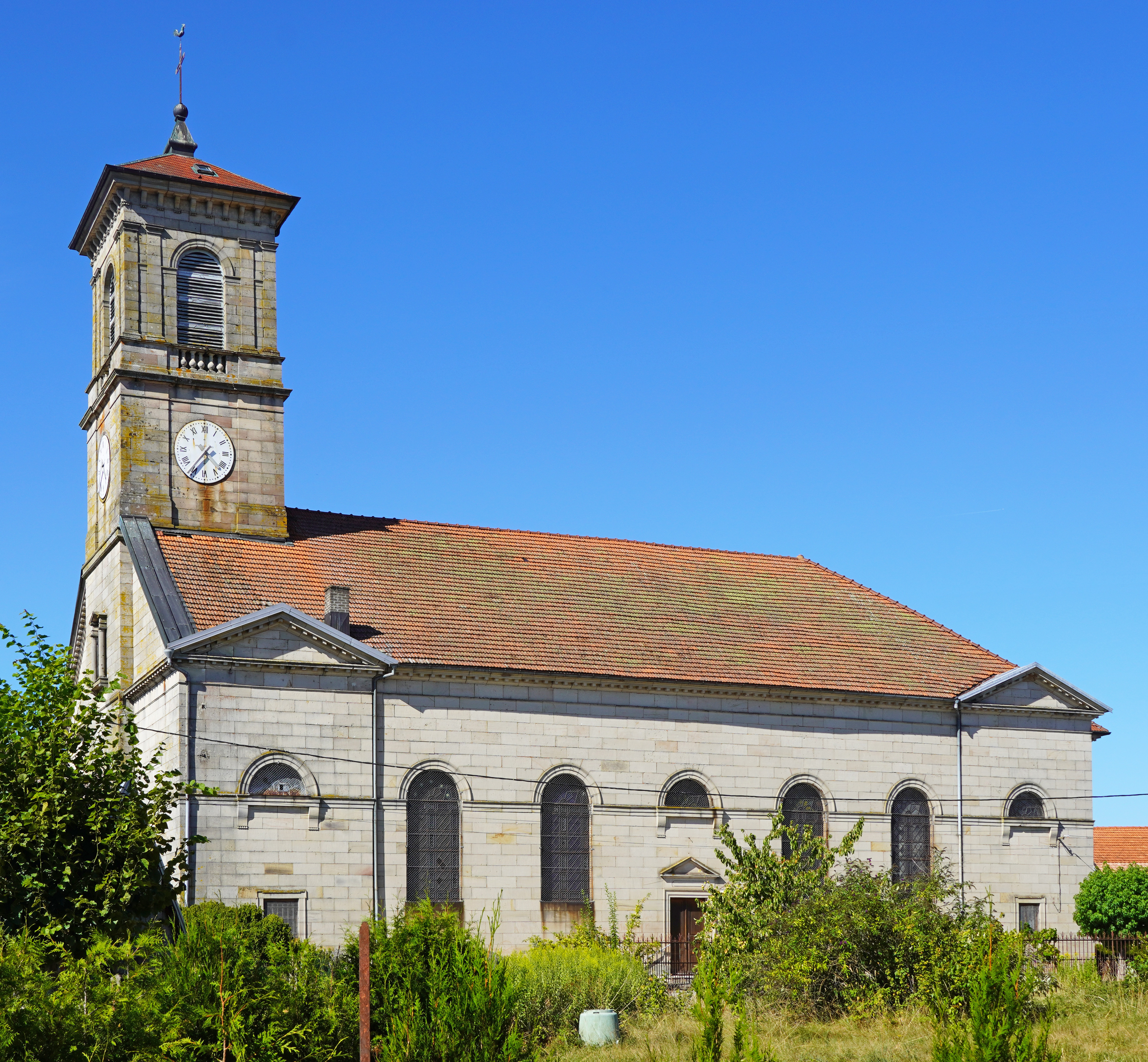
Vue latérale de l'église.
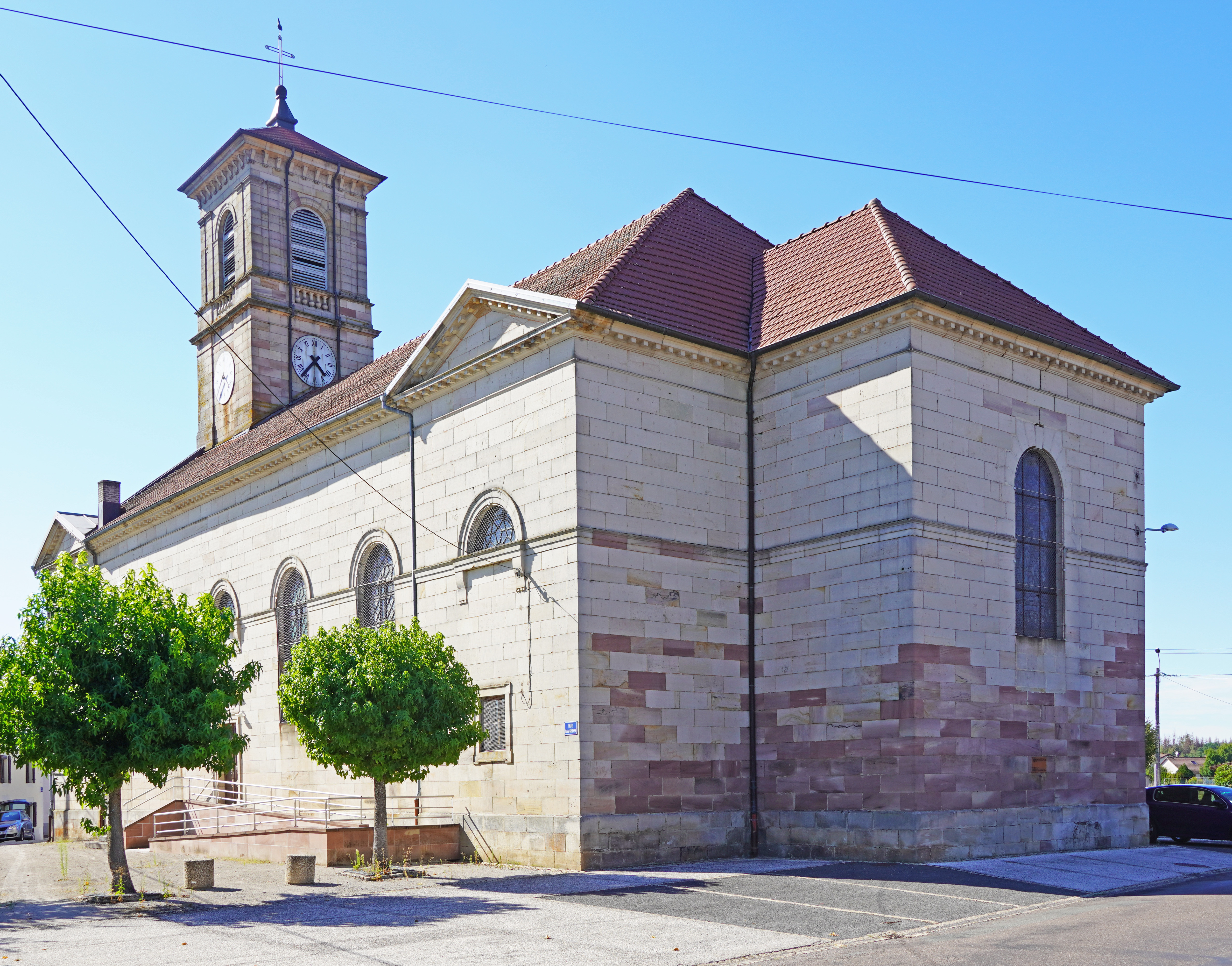
Vue arrière.
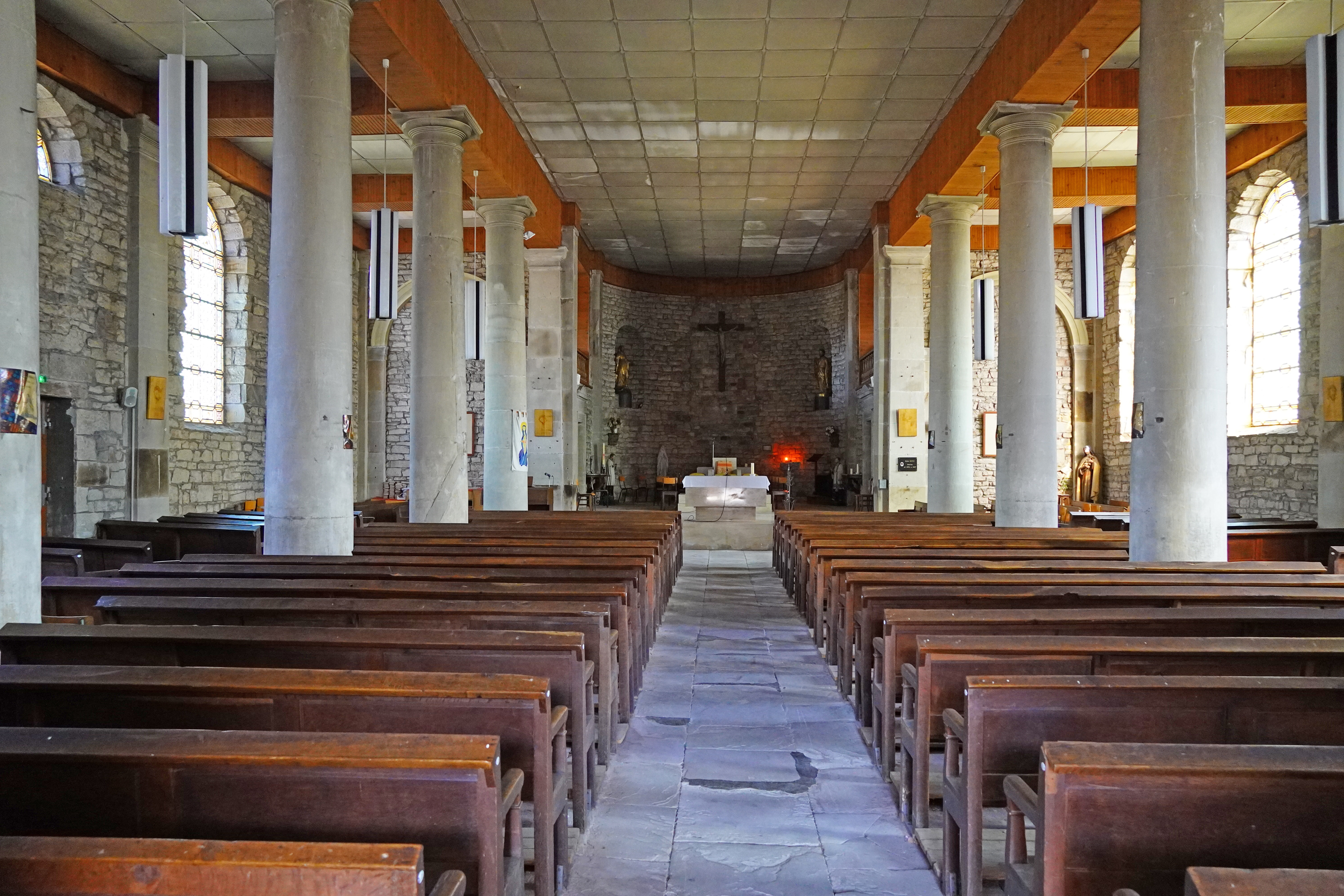
L'intérieur.

- Le château du Saulcy, maison de maître construite en 1740 et dévasté au cours de la Révolution française dont il subsiste l'orangerie et le colombier[B 2],[46] ;
- deux tombes de guerre du Commonwealth et le monument aux morts[47].

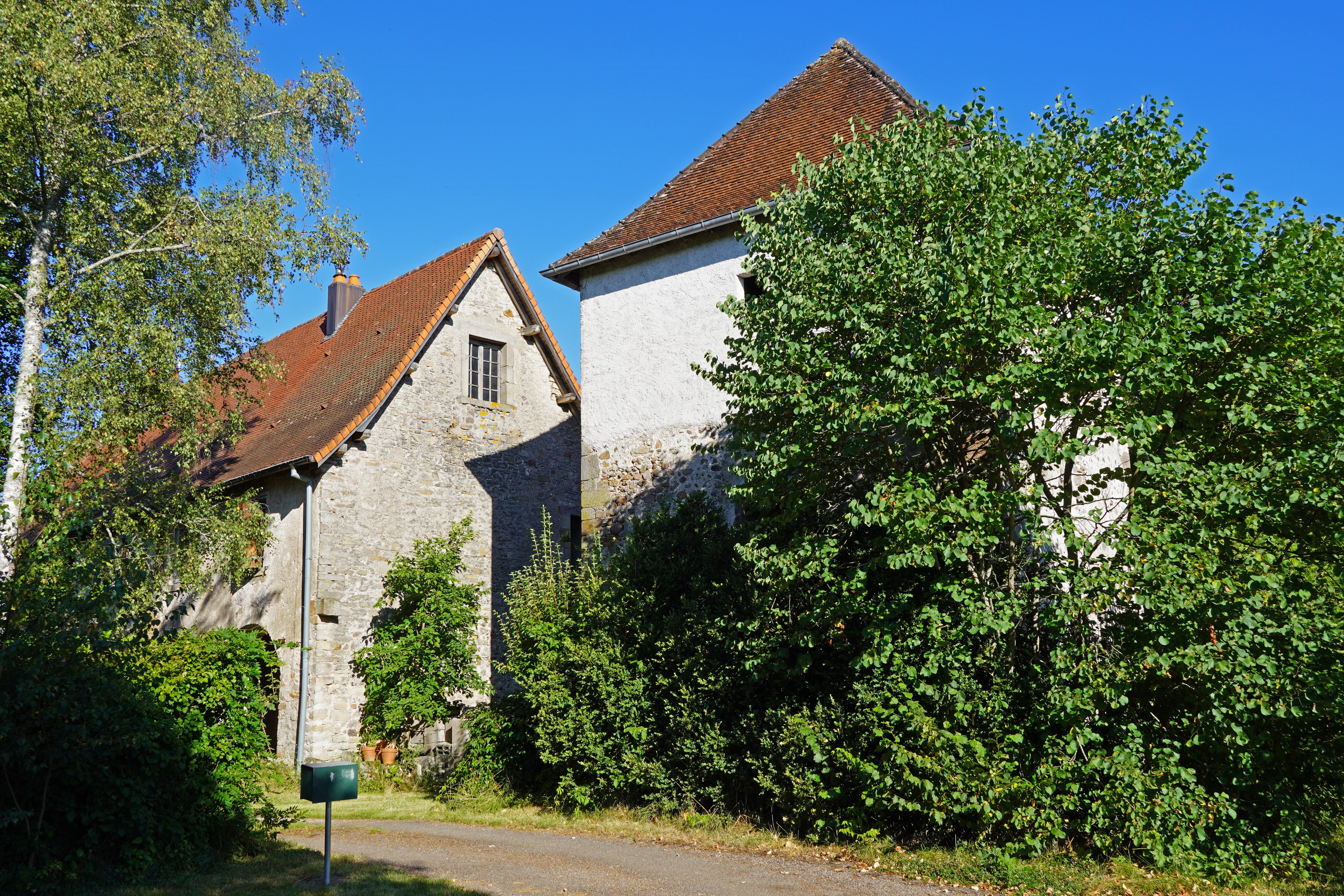
Le colombier et l'orangerie de l'ancien château du Saulcy.
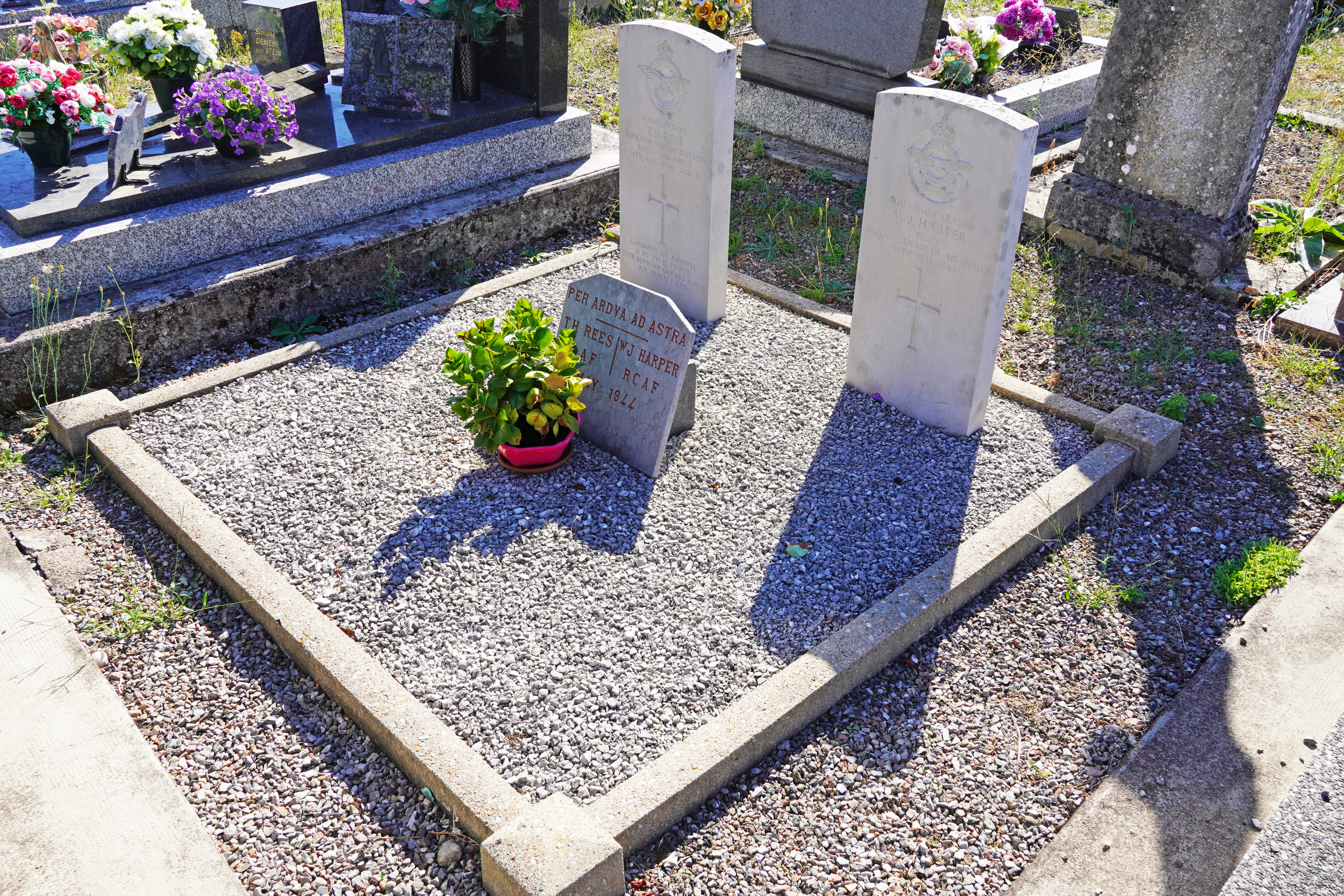
Les deux tombes de guerre du Commonwealth.
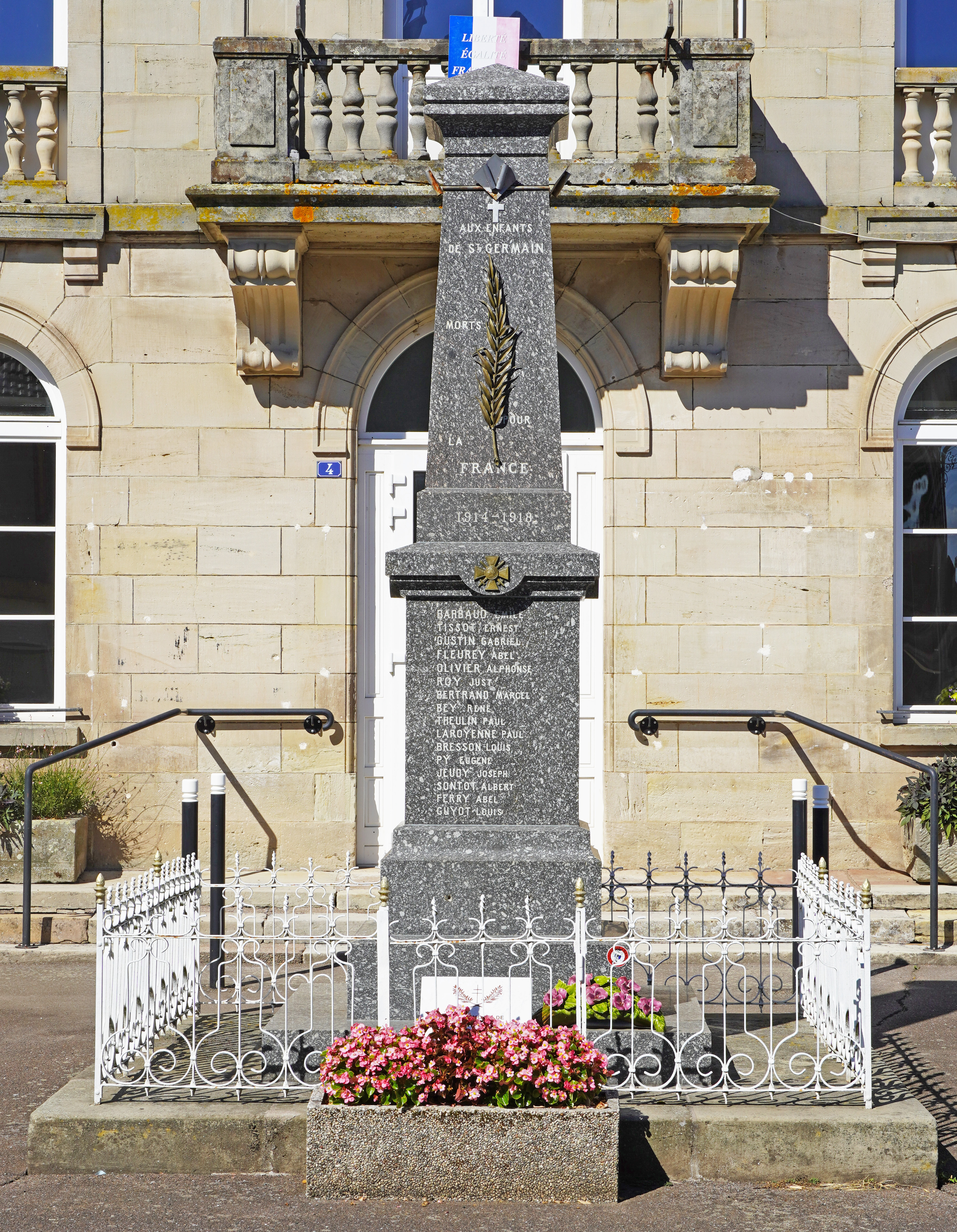
Monument aux morts.

- Une petite partie de l'aérodrome de Malbouhans, situé au sud-est du territoire communal[1]. Un dépôt de munition construit à l'écart est quant à lui entièrement situé sur le territoire de Saint-Germain, au nord-ouest du village[33].
- l'ancienne gare des chemins de fer vicinaux de la Haute-Saône et des anciennes usines, notamment une grande cheminée.

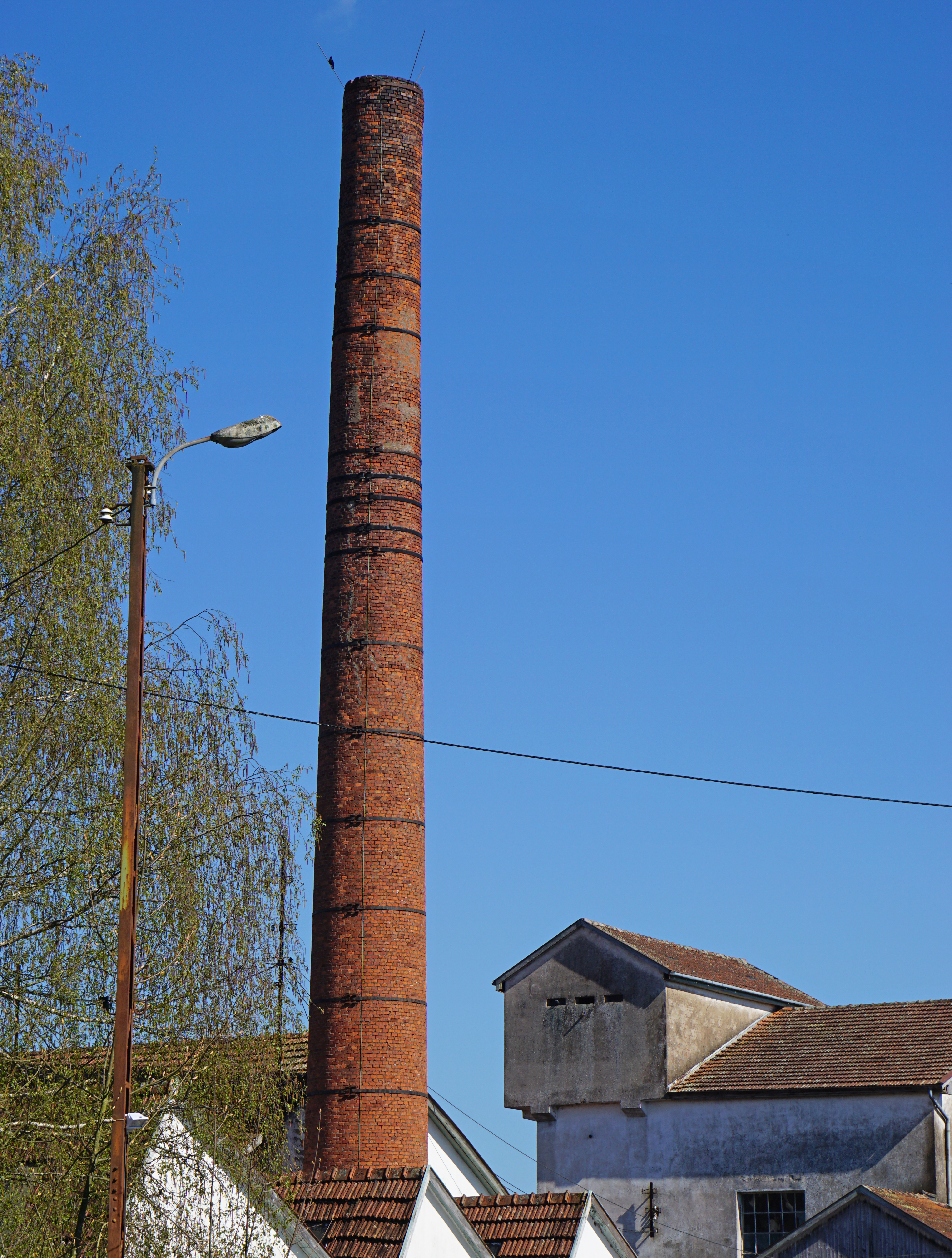
Cheminée d'usine ancienne.
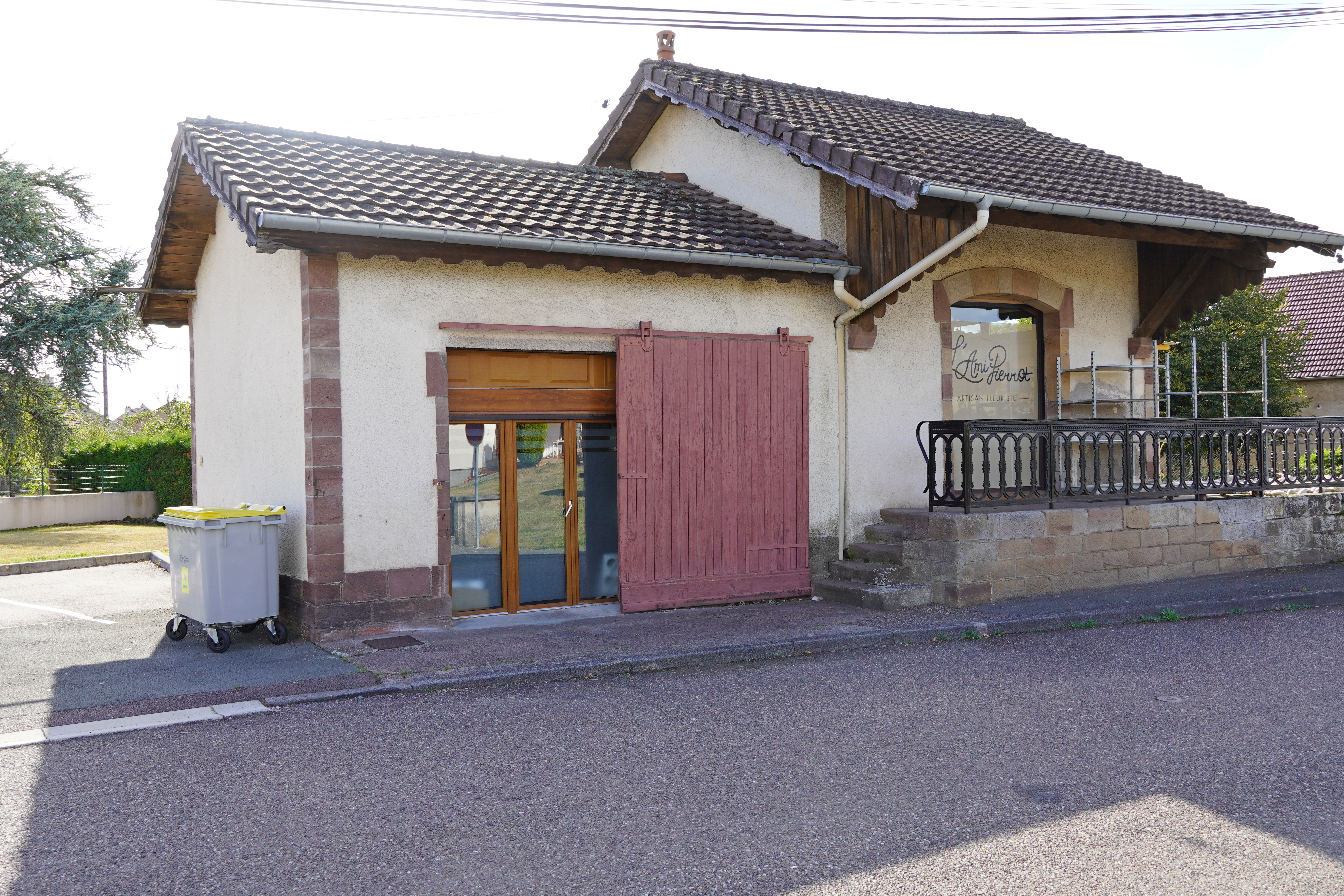
Ancienne gare du Tacot.
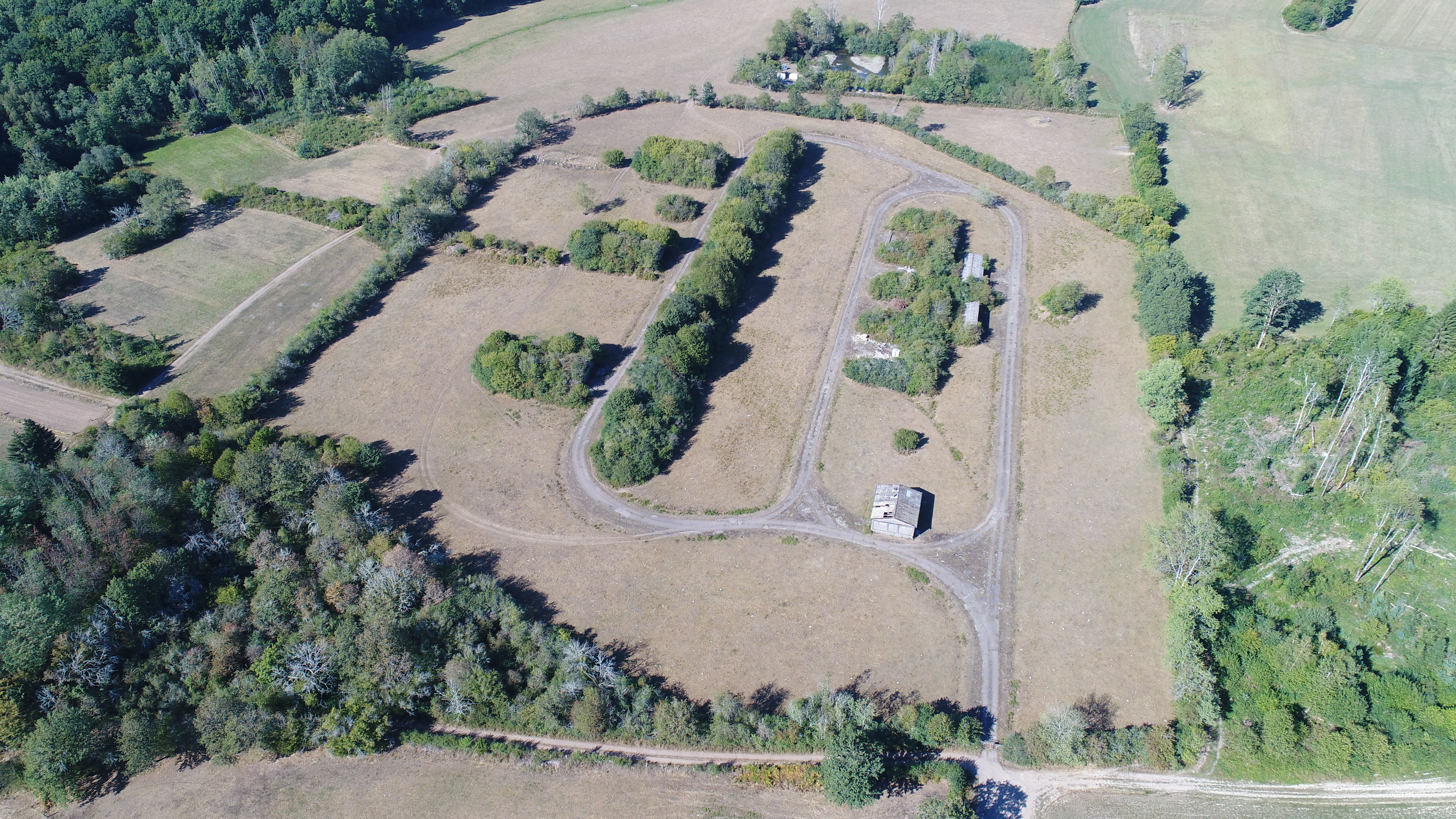
Ancien dépôt de munition.

### Patrimoine naturel

ZNIEFF de Saint-Germain et des communes limitrophes.

Saint-Germain est couverte en majorité d'une forêt de feuillus de plaine. Le reste est occupé par des exploitations agricoles. La commune compte 592 espèces indigènes (en particulier les genres Agrostis, Alopecurus, Carex, Epilobium, Galium, Juncus, Lathyrus, Persicaria, Potentilla, Ranunculus, Rubus, Leucanthemum vulgare, trèfle, sapin, chêne), 20 espèces introduites parmi lesquelles quatre sont envahissantes (le Ragondin, Impatiens glandulifera, Reynoutria japonica et Robinia pseudoacacia), une cryptogène (Carduus crispus) et deux domestiques (seigle et Vicia sativa). Parmi toutes les espèces présentes, 144 sont protégées et 24 sont inscrites dans la liste des espèces menacées, 32 font partie de la liste rouge au niveau régional, 21 au niveau national et deux au niveau européen et une au niveau mondial.
La commune et les environs comptent plusieurs zones naturelles d'intérêt écologique, faunistique et floristique (ZNIEFF) :
1. zone Natura 2000 du Plateau des mille étangs ;
2. étang et tourbière du grand Saint-Maurice ;
3. ruisseau de la Noue Armand ;
4. vallée supérieure de l'Ognon et ses affluents ;
5. réserve naturelle régionale de la tourbière de la Grande Pile ;
6. ancien aérodrome de Lure Malbouhans.

Tourbière de la Grande Pile.
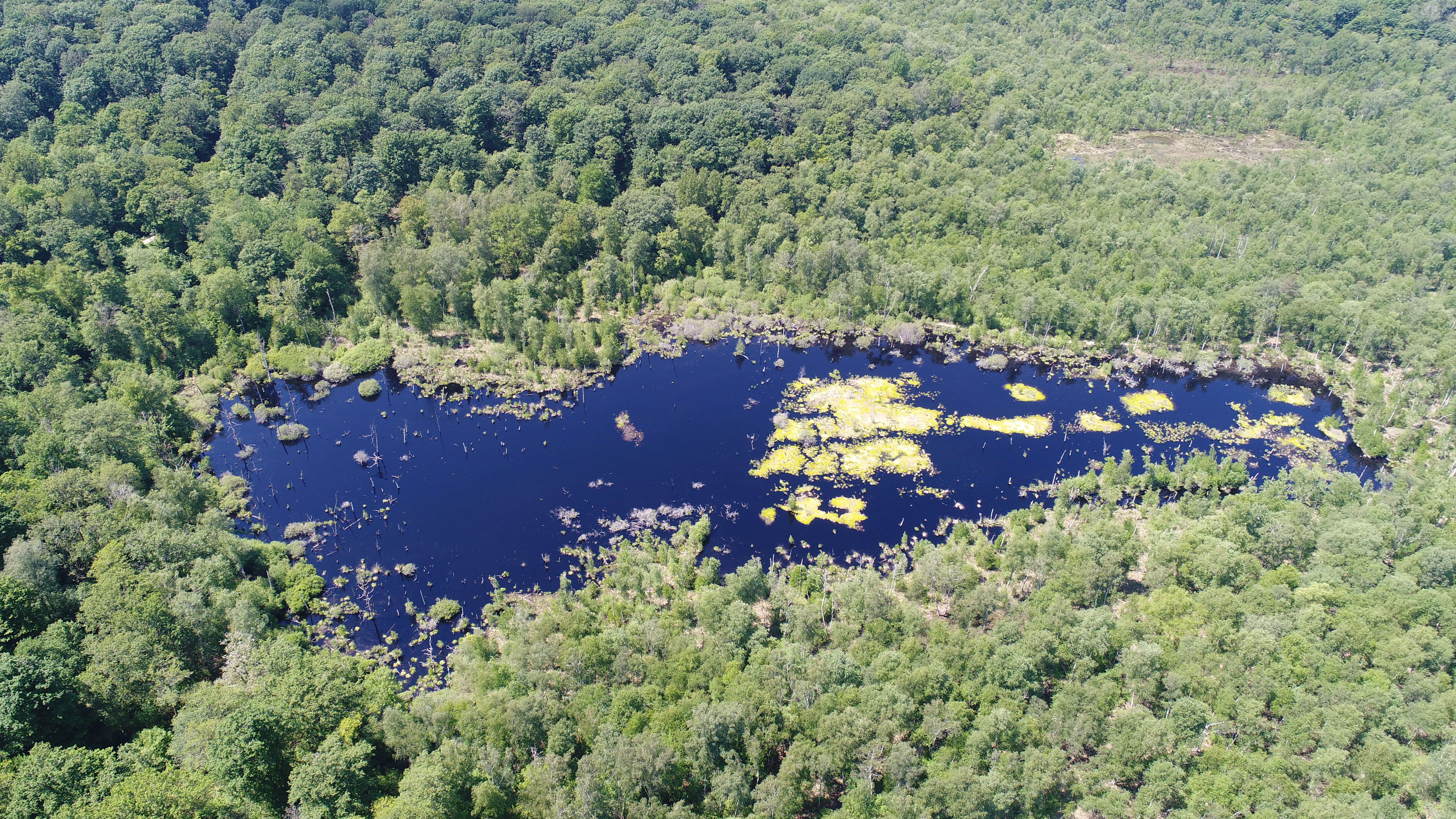
Vue aérienne.
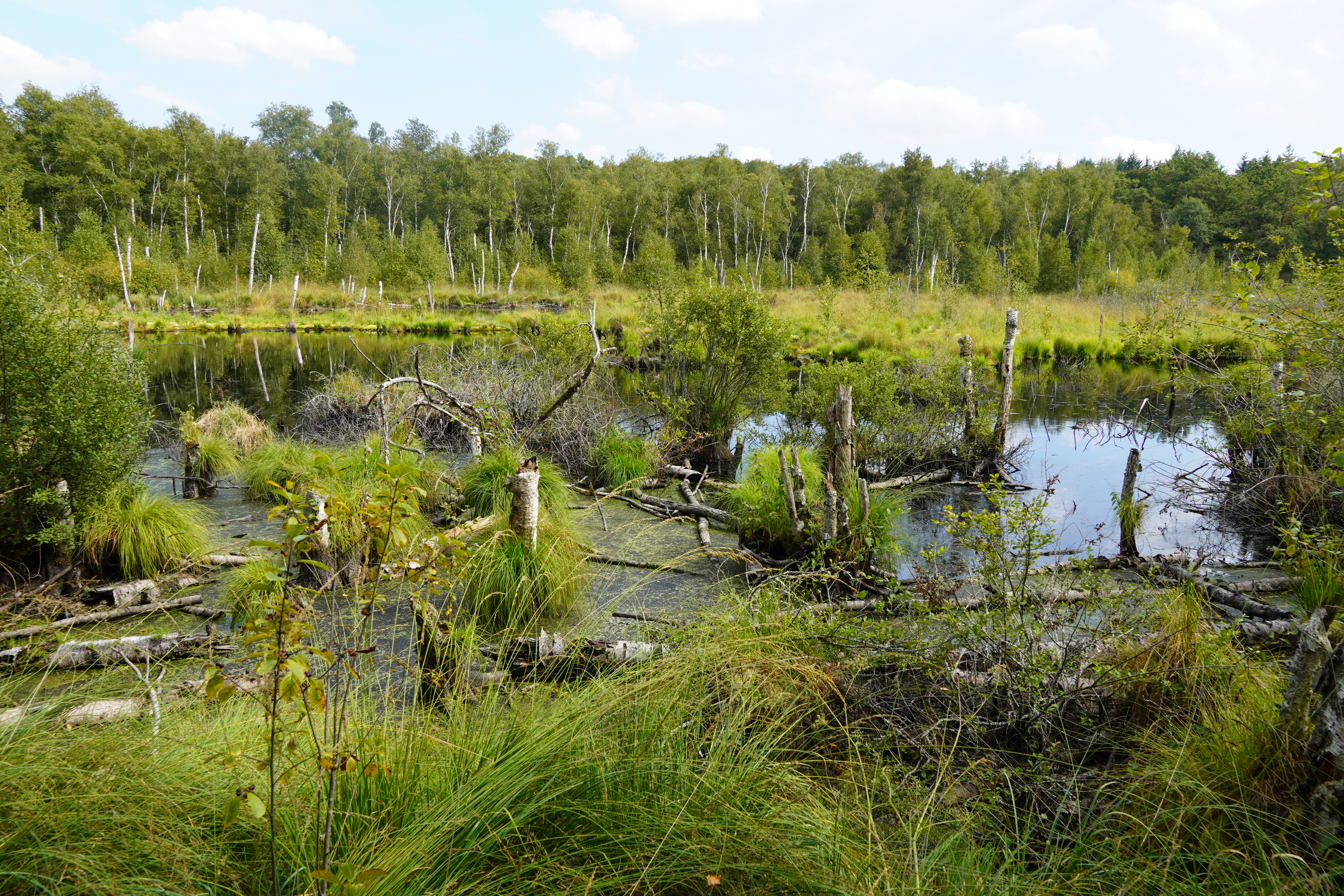
La zone inondée en été.
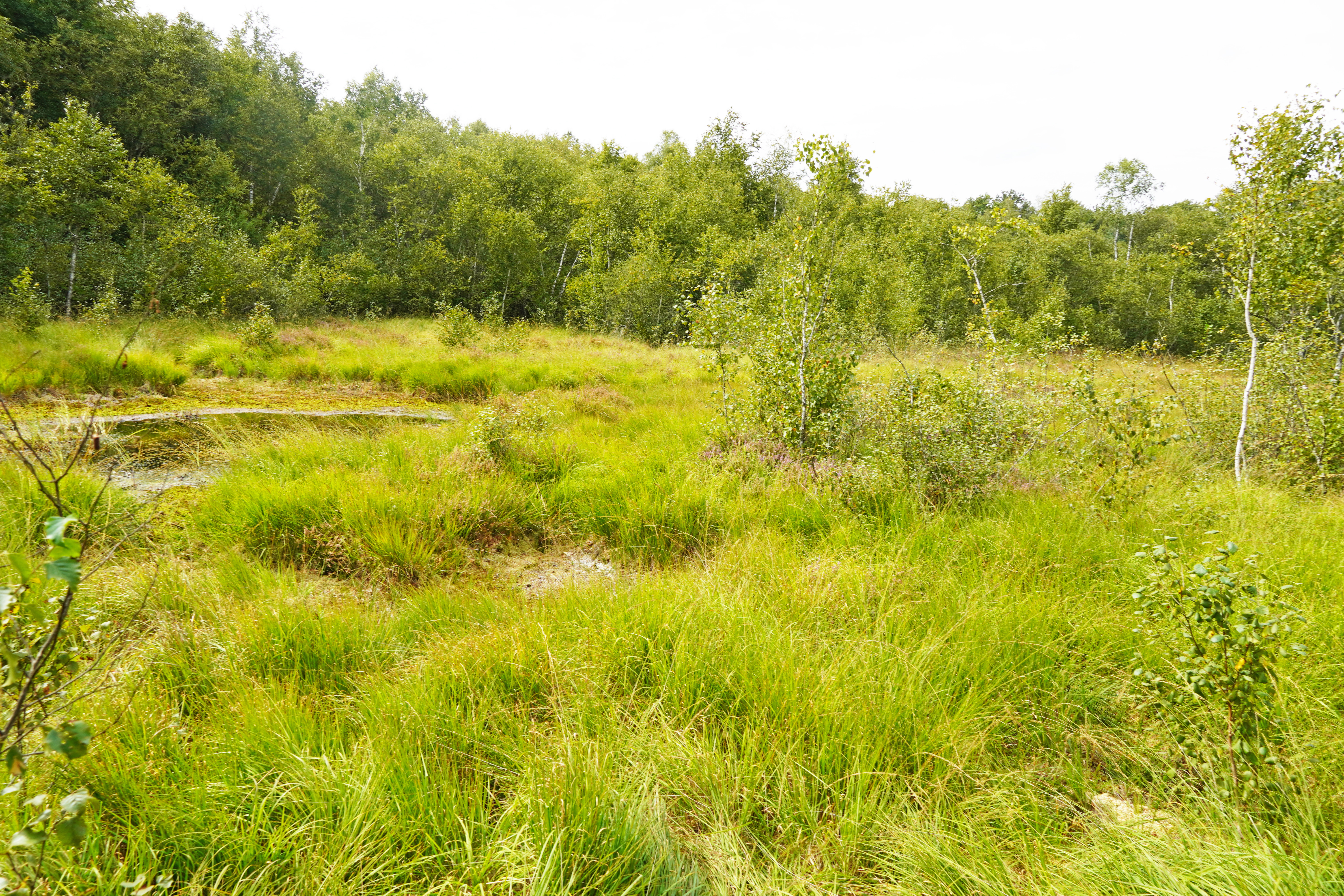
La tourbière bombée à sphaigne.
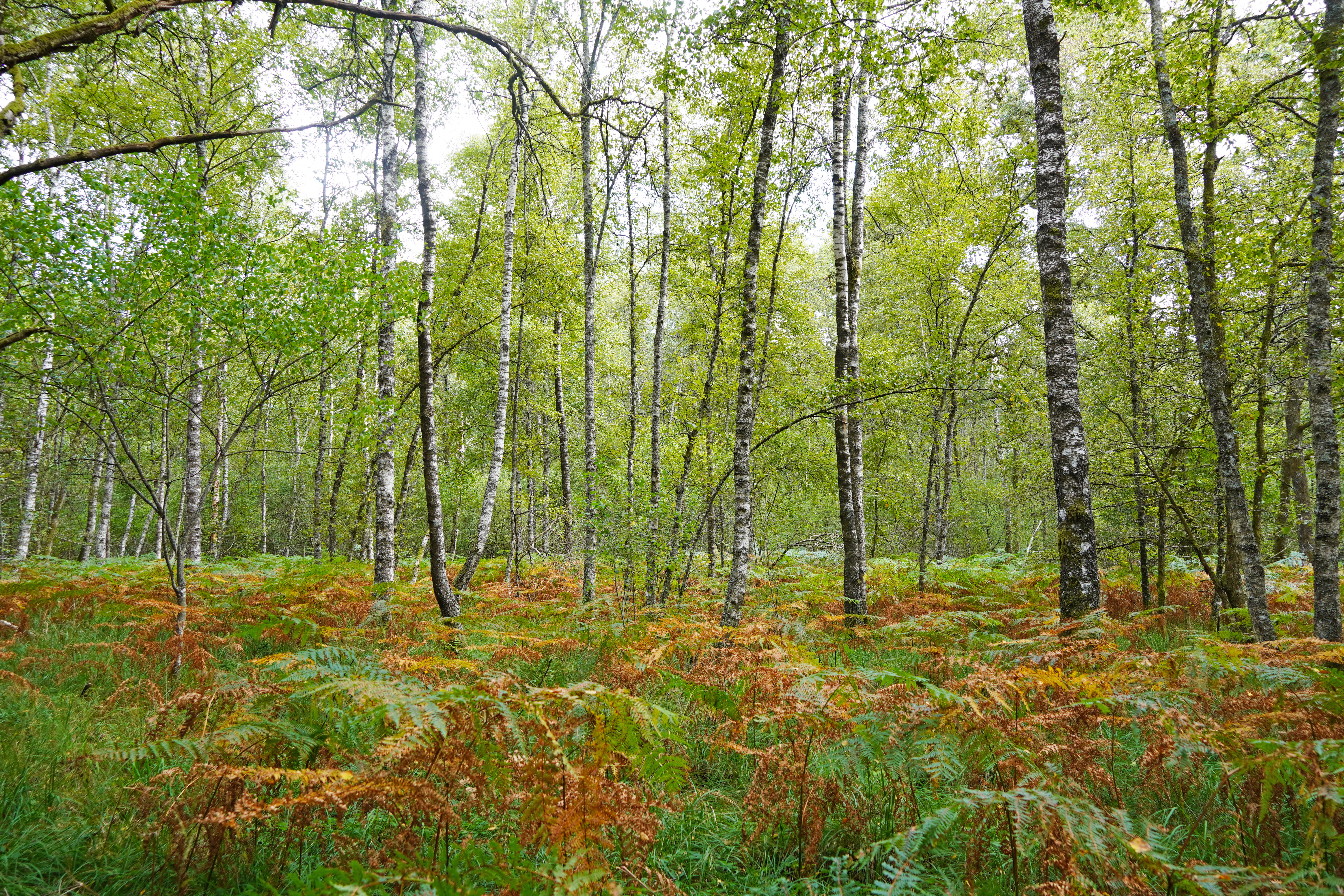
Boulaie et aulnaie de la tourbière.

### Personnalités liées à la commune
- Tom Huws Rees, Anglais de la Royal Air Force (son avion a été abattu par l'armée allemande le 14 mai 1944)
- W.J. Harper, pilote de la Royal Canadian Air Force (son avion a été abattu par l'armée allemande le 14 mai 1944)
- Antoine Gruyer (1774-1822), général français né à Saint-Germain qui se fit connaître durant les guerres du Premier Empire[B 4].
- Georges Pilley (1885-1974), peintre français, est né à Saint-Germain.